# Storia di Ancona

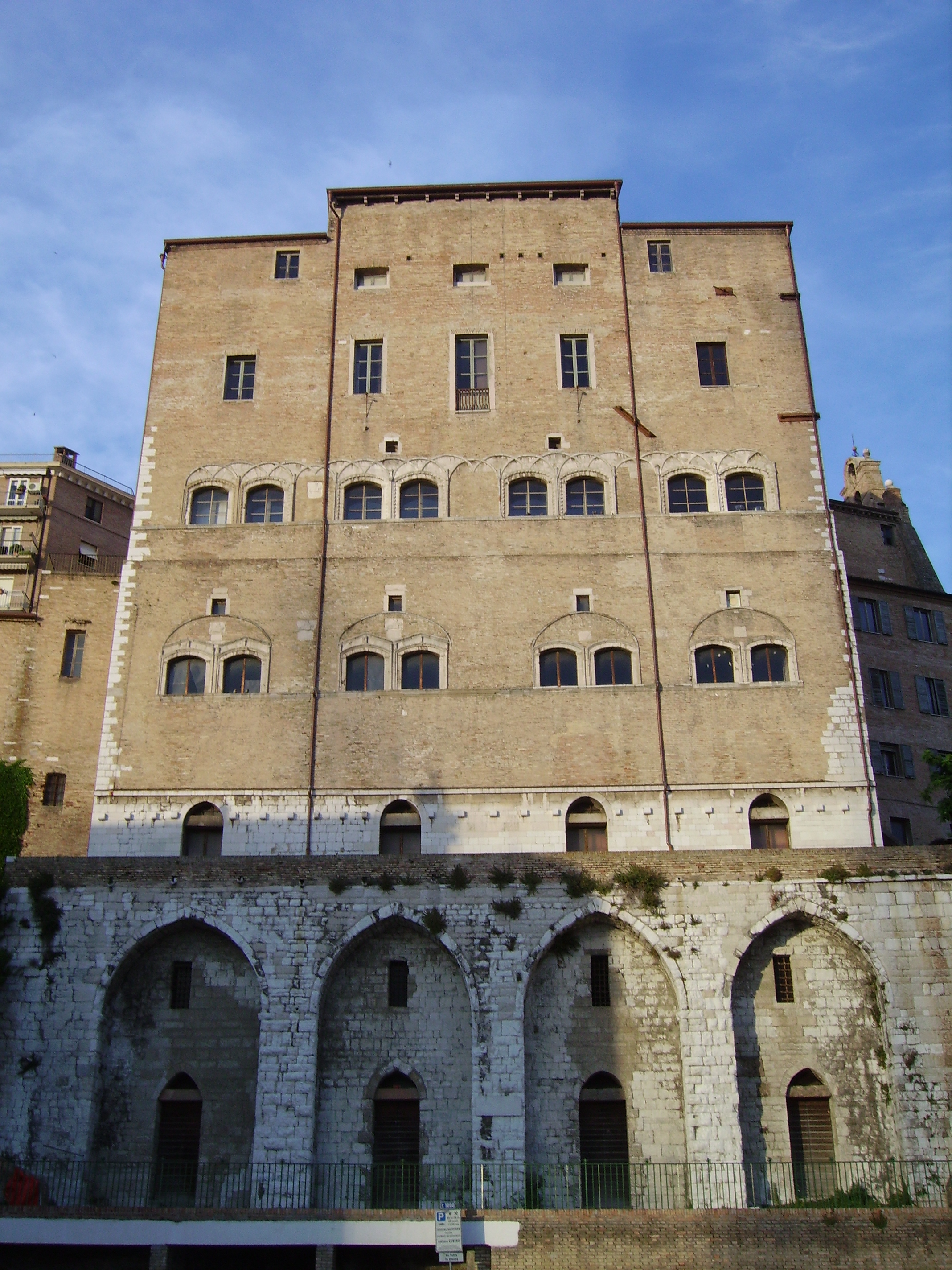
Palazzo degli Anziani, l'antica sede della Repubblica di Ancona, dal 2011 di nuovo sede di rappresentanza del comune

Generalmente si considera inizio della ultrabimillenaria storia di Ancona la fondazione greca: questo è esatto considerando Ancona come città. Prima di essere città con tale nome, però, Ancona esisteva già come villaggio o come insieme di villaggi; gli scavi archeologici infatti hanno dimostrato l'esistenza di tre centri abitati durante l'Età del bronzo e uno nell'Età del ferro, quest'ultimo riferibile alla civiltà picena.
Ancona divenne città nel 387 a.C., data di fondazione della colonia di Ankón da parte di greci siracusani di stirpe dorica. Il preesistente centro piceno venne pacificamente assorbito da quello greco e la città rimase per circa due secoli una fiorente colonia greca.
Successivamente fu alleata e poi, dal 90 a.C. municipium di Roma, attivo porto di comunicazione tra la capitale e l'Oriente. Ebbe particolare importanza sotto il governo di Traiano, che potenziò il suo porto per favorire i traffici con la parte orientale dell'Impero.
Dopo la caduta dell'Impero romano d'Occidente fu assoggettata al regno degli Eruli e poi a quello degli Ostrogoti, come gran parte del resto d'Italia. In seguito alla Guerra gotico-bizantina, fece parte della pentapoli marittima dell'Impero Bizantino.
Dopo il Mille la città entrò nel periodo più splendido della sua storia, ossia quello in cui fu libero comune e repubblica marinara. Durante i cinque secoli di indipendenza de facto si distinse dalle altre repubbliche marinare per un comportamento alquanto singolare: mai intraprese guerre di sopraffazione contro altre città, contenta del proprio rapporto con il mare e con l'Oriente; dovette però spesso difendersi da potenze nemiche, cosa che fece sempre con grande ardore. Una costante della storia di Ancona di tutti i secoli è anzi il ripetersi di difficili assedi dai quali emerse quasi sempre vittoriosa, dopo lunghi patimenti.
Altra costante della storia di Ancona, che emerge sin dal periodo della colonia greca, è il rapporto intenso con il mare, la navigazione e l'Oriente, rapporto che ancor oggi caratterizza la città.
Nel 1532 entrò a far parte dello Stato Pontificio, all'interno del quale fu fiorente sotto papa Clemente XII che le concesse il "porto franco". Dopo la Rivoluzione francese diede vita alla Repubblica napoleonica anconitana. Partecipò attivamente al Risorgimento italiano, specie durante i fatti del 1848-1849; nel 1860 entrò nel Regno d'Italia, rivestendo nei primi dieci anni del nuovo Stato un importante ruolo militare.
Nei primi venti anni del Novecento lo spirito ribelle dei suoi cittadini la portò per ben due volte ad essere scena di rivolte poi propagatesi in tutta la nazione: la Settimana rossa e la rivolta dei Bersaglieri.

## Le origini
(Art. 1 comma 1 dello statuto comunale)

### Primi insediamenti

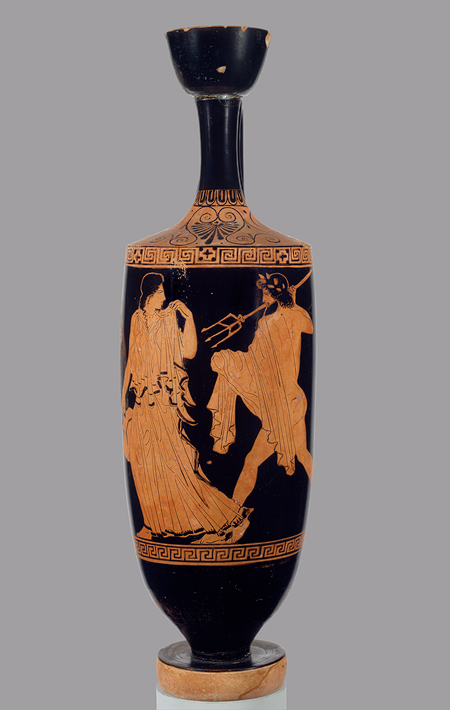
Una lekythos greca ritrovata ad Ancona e ora al Metropolitan Museum di New York

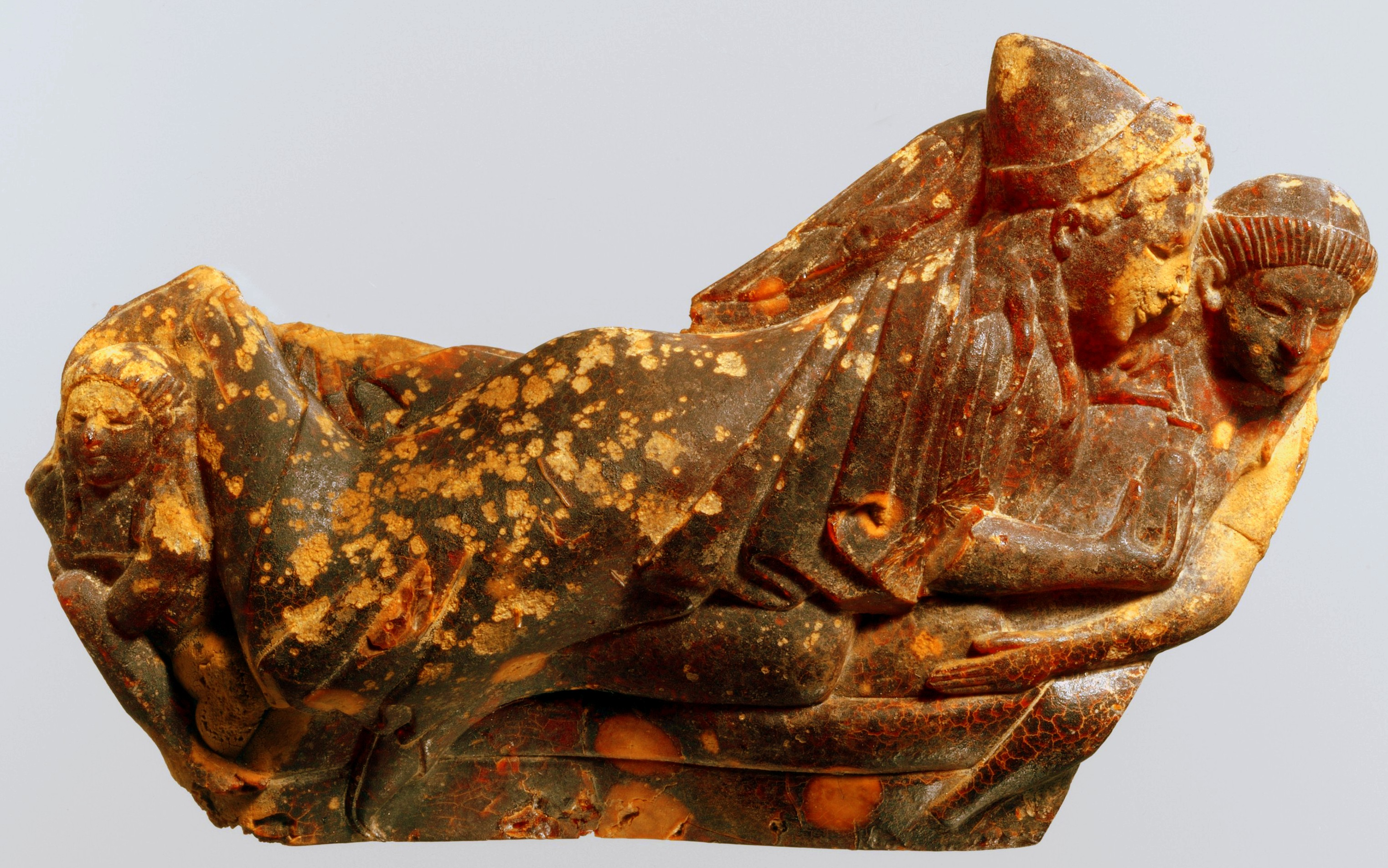
L'ambra con Afrodite e Adone (circa 500 a.C.) ritrovata ad Ancona e ora al Metropolitan Museum di New York

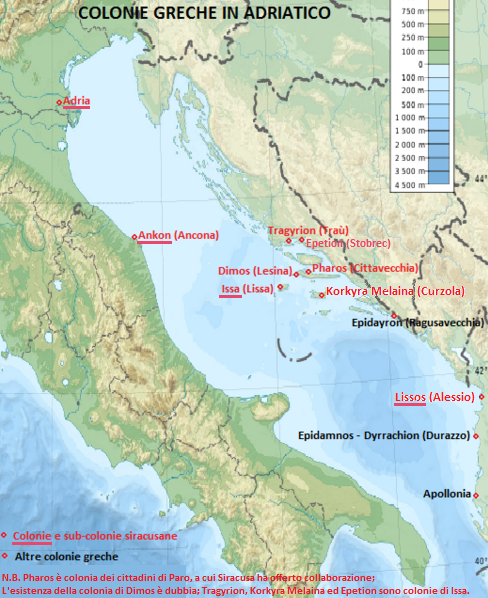
Colonie greche in Adriatico, in rosso quelle siracusane

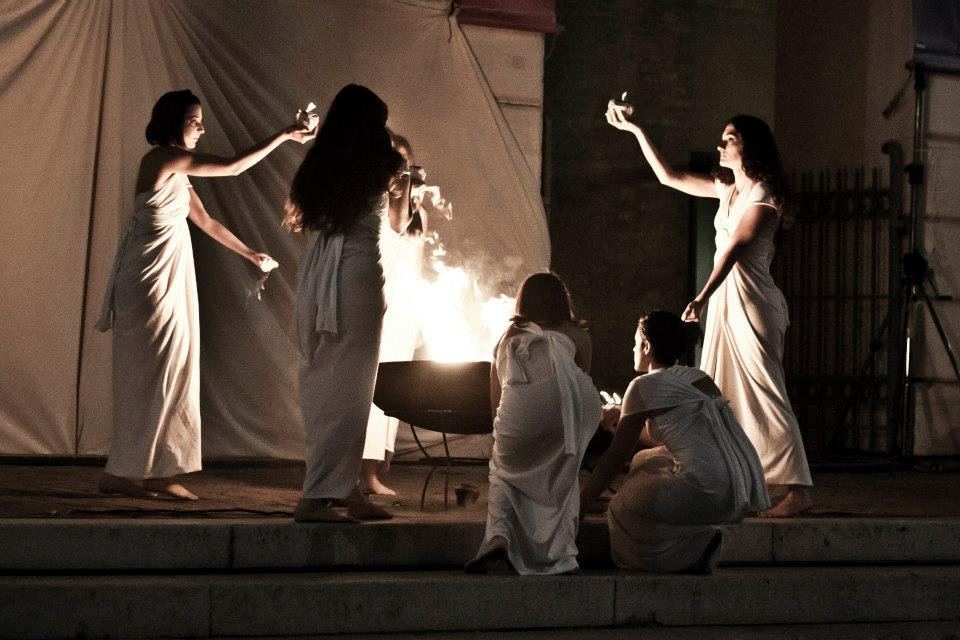
Anno 2013: celebrazione dei 2400 anni della fondazione di Ankón

Il promontorio di Ancona era già abitato nell'Età del Bronzo antico: in quest'epoca esisteva un villaggio nell'area dell'attuale Campo della Mostra (Piazza Malatesta). Successivamente, nel periodo medio e finale dell'Età del Bronzo, sorse un altro villaggio, sul Montagnolo; i suoi abitanti entrarono presto in contatto con i navigatori micenei, che frequentavano il porto naturale sottostante. Al Montagnolo sono stati infatti ritrovati reperti ceramici micenei che testimoniano i precoci contatti tra il territorio anconitano e la Grecia, e una testina votiva frammentaria in terracotta, che rimanda al culto di Demetra e Kore-Persefone assai praticato a Siracusa, indizio di una possibile area religiosa ancora da individuare sul colle. Nel periodo finale dell'Età del Bronzo, un terzo villaggio si sviluppò sul colle dei Cappuccini ed era di cultura protovillanoviana.

### Un emporio greco-piceno
Il centro protovillanoviano del Colle dei Cappuccini, poi, continuò a svilupparsi sino all'Età del Ferro, diventando un villaggio piceno. Il suo porto era frequentato dai navigatori greci, fatto che lo rendeva un vero e proprio emporio marittimo greco-piceno. Il centro era costituito da magazzini, strutture portuali e da una serie di edifici abitati da greci che conservavano le proprie tradizioni e, pur non avendo la sovranità del territorio, vivevano in piena autonomia. Gli abitanti autoctoni, dal canto loro, facevano da tramite tra i greci e i mercati dell'entroterra, dove infatti si ritrovano manufatti greci.
La necropoli si trovava nei pressi dell'attuale rione Cardeto. Armi, ornamenti femminili e attrezzi di lavoro sono esposti al Museo archeologico nazionale delle Marche.

## La colonia greca: Ankón
È noto che fin dall'epoca micenea i greci conoscevano e frequentavano il porto naturale di Ancona, come provano le poche ma significative testimonianze archeologiche ritrovate sul Montagnolo e l'antico culto dell'eroe greco Diomede. Lo Pseudo-Scilace attesta che già almeno nel IV secolo a.C. Ancona era una città (polis) chiamata con il nome greco di Ἀγκών (Ankón, "gomito"). Infatti il nucleo antico di Ancona sorge su un promontorio a forma di gomito piegato, che protegge il porto naturale.
La definitiva grecizzazione del luogo risale allo stesso IV secolo a.C. Fu nel 387 a.C., infatti, che un gruppo di greci provenienti da Siracusa, esuli dalla tirannide di Dionisio I, sbarcarono ad Ancona e fondarono la città sul colle Guasco. Sulla cima del colle, trasformata in acropoli, eressero un tempio dorico dedicato ad Afrodite, i cui resti sono visibili oggi sotto il Duomo di San Ciriaco; il tempio destò in seguito l'ammirazione dei Romani, come si ricava da Catullo (Carmi, 36, 11-14) e Giovenale (Satire, 4, 40).
I greci fondatori di Ancona erano in parte discendenti della stirpe dei Dori, e da essi Ancona prese l'appellativo di "città dorica" che ancora oggi la contraddistingue.
La fondazione di Ancona rientrava nel piano di espansione dell'influenza siracusana nell'Adriatico, e fu accompagnata dalla nascita di altre colonie greche nella sponda orientale di questo mare; insieme ad Ancona i greci di Siracusa avevano fondato più o meno direttamente le città di Adria (Adrìa), Alessio (Lissos), Curzola (Kòrkyra melaina), Lissa (Issa), Lesina (Dimos) e Cittavecchia (Pharos).
Le monete greche di Ancona recano su un lato il profilo di Afrodite e sull'altro un braccio piegato con la mano che stringe un ramoscello, forse di mirto, pianta sacra a Venere; sotto il braccio la scritta ΑΓΚΩΝ (Ankon) e sopra due stelle rappresentanti i Dioscuri, protettori dei naviganti. Questa moneta è servita di modello per lo stemma della provincia di Ancona, nel quale il mirto e le due stelle sono sostituiti da un ramo di corbezzolo con due frutti, rappresentante il monte Conero.
La colonia di Ancona non faceva parte della Magna Grecia, in quanto con questo termine i Greci indicavano esclusivamente la zona grecizzata dell'Italia meridionale, esclusa la Sicilia che era caratterizzata dalla cultura greca.
Un'esposizione dei resti archeologici (non completa) della necropoli è ammirabile nel museo di storia urbana, sito in Piazza del Plebiscito e nel Museo archeologico nazionale (sezione ellenistica). Le origini greche di Ancona sono ricordate nel cartiglio posto sotto lo stemma civico: Ancon Dorica Civitas Fidei.

### Celebrazione dei 2400 anni dalla fondazione
Nel 2013 si sono celebrati i 2400 anni dalla fondazione greca di Ancona con una serie di iniziative, sotto l'alto patronato del Presidente della Repubblica: concerti, rievocazioni in costume, feste in piazza, conferenze, pubblicazioni.

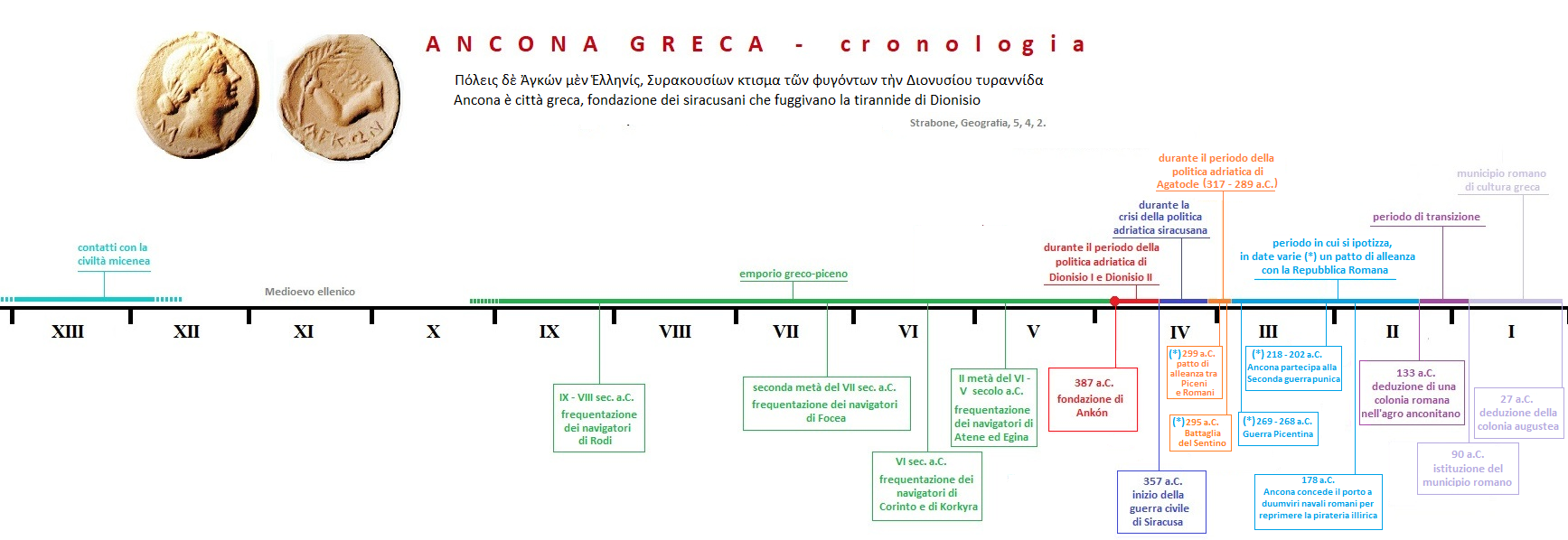
Cronologia di Ancona greca, con l'immagine del fronte e del retro della moneta greca, con il profilo di Afrodite, il gomito piegato, la legenda ΑΓΚΩΝ (Ankon) e la due stelle della costellazione dei Gemelli.

## Il municipio romano

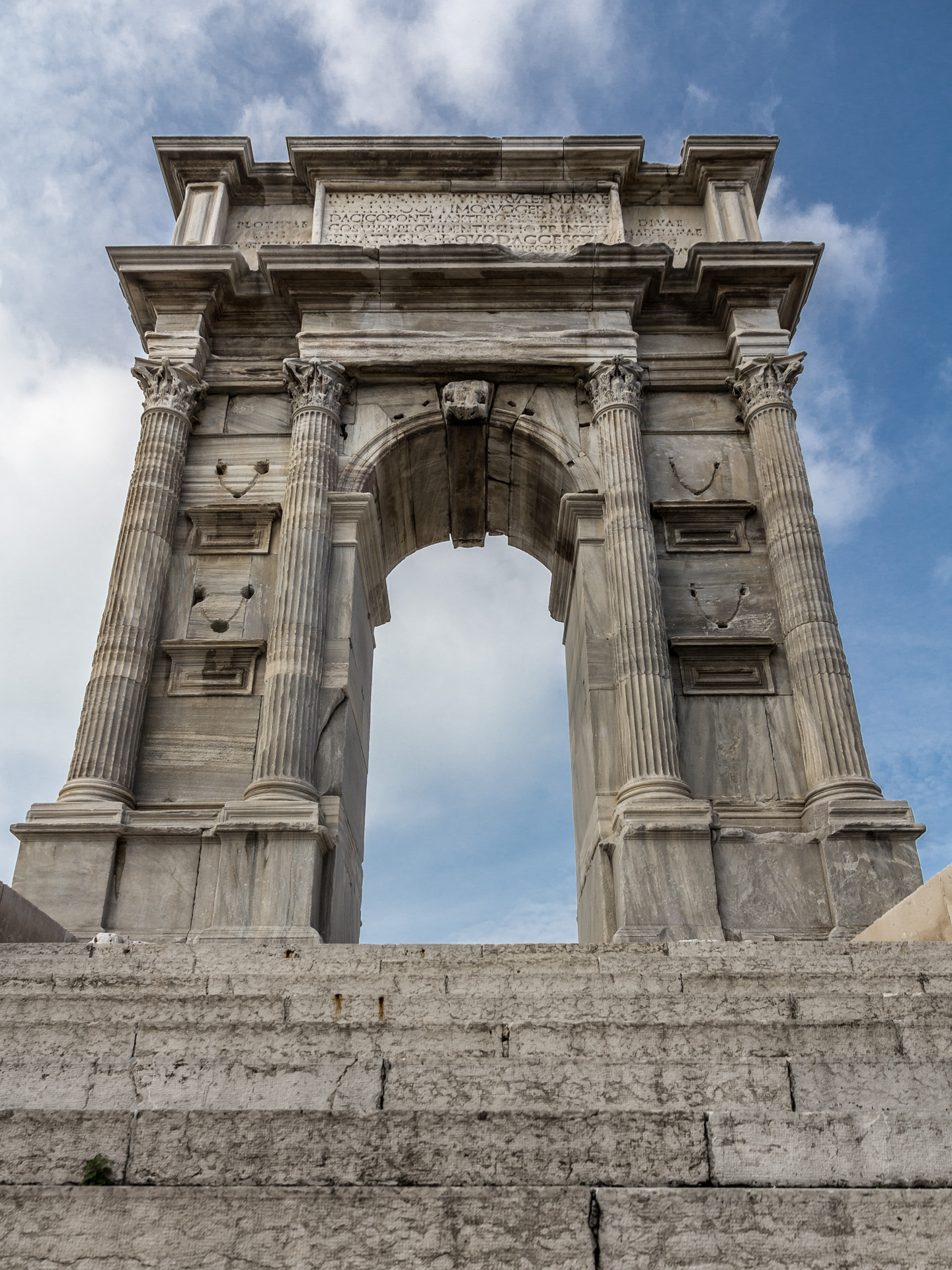
Arco di Traiano (100 d.C.).

All'arrivo dei Romani nelle Marche le popolazioni locali cercarono inizialmente una convivenza pacifica. Ancona attraversò un periodo di transizione tra la civiltà greca e quella romana, anche dal punto di vista linguistico. Una serie di tappe, nel corso del II secolo a.C., portarono dapprima ad una situazione di bilinguismo e di cultura mista ellenistico-romana, e poi ad una completa romanizzazione, ma solo in età imperiale. In generale si può quindi dire che, a causa della presenza greca, la romanizzazione di Ancona fu molto più lenta rispetto a quella del resto della regione. Ancora nel I secolo d.C. si aveva coscienza della grecità di Ancona, il cui stesso nome latino, grammaticalmente, si declinava in alcuni casi come in greco, appartenendo al gruppo dei nomi greci della terza declinazione.
Dal 90 a.C., data di istituzione del municipio, in seguito alla Guerra Sociale, Ancona può considerarsi città romana, pur rimanendo sino all'inizio dell'Impero un'isola linguistica e culturale greca. Il nome della città era Ancona o, alla greca, Ancon.
I Romani consideravano Ancona l'accesso d'Italia da Oriente e quindi la sede naturale dei commerci con la Dalmazia, l'Egitto e l'Asia.
Comprendendo l'importanza strategica e commerciale che aveva Ancona, l'imperatore Traiano fortificò la città e ne ampliò il porto. Per ricordare ciò il Senato e il popolo romano dedicarono all'imperatore l'Arco di Traiano ancora oggi uno dei simboli della città, ammirabile nell'area portuale. Dal porto di Ancona Traiano si imbarcò con le sue truppe nel 105 d.C., in procinto di intraprendere la seconda Guerra dacica. La scena della partenza è scolpita nella pietra della Colonna Traiana, a Roma, e questa immagine costituisce il primo panorama della città. In esso si nota il Colle Guasco con il tempio di Venere, affacciato sul porto; si osserva un tempio sulla riva del mare, secondo la tradizione dedicato a Diomede; si notano i magazzini portuali, i cantieri navali e naturalmente l'arco di Traiano, con tre statue sull'attico. È interessante notare che i simboli della città da quasi duemila anni sono gli stessi: il tempio, ora cristiano, alto sul colle, l'arco di Traiano affacciato sul porto.
Il Cristianesimo si diffuse molto presto, a opera di navigatori provenienti dall'Oriente che portarono la notizia del martirio di Santo Stefano. È attorno alla testimonianza del protomartire infatti che si formò la prima comunità cristiana cittadina. Galla Placidia favorì Ancona in vario modo, ed ebbe un ruolo nel far tornare in città il corpo di San Ciriaco, secondo la tradizione vescovo di Ancona, morto martire in Palestina. Al ritorno del corpo del santo i cittadini lo elessero proprio patrono.

## Ancona città bizantina

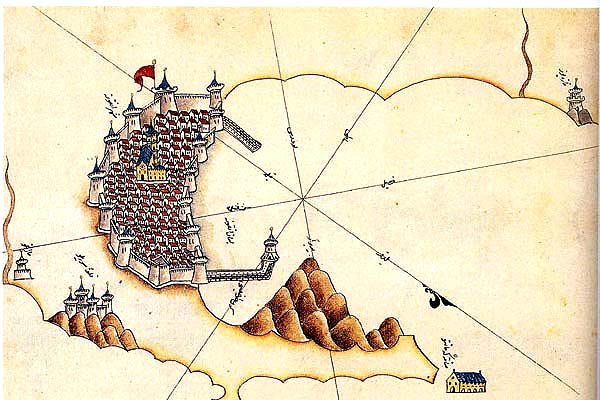
Ancona nell'alto Medioevo, in una mappa tratta dal Kitab-ı Bahriye.

Alla caduta dell'Impero romano d'Occidente (476) Ancona, come gran parte d'Italia, fu soggetta prima dominio degli Eruli di Odoacre (476-493) e poi dei Goti di Teodorico (493-553).
Con lo scoppio della Guerra gotico-bizantina venne presa dalle truppe dell'Impero romano d'Oriente e resistette eroicamente a due assedi gotici, nel 538 e nel 551; in quest'ultimo i bizantini riuscirono a distruggere l'intera flotta gotica.
Dopo la vittoria bizantina fece parte della Pentapoli marittima assieme alle città di Senigallia, Fano, Pesaro e Rimini.
Dopo un breve periodo sotto il dominio longobardo, nel 774 d.C. la città passa, almeno nominalmente, allo Stato della Chiesa. Nel saccheggio nell'848 d.C. ad opera dei Saraceni l'arco di Traiano venne spogliato dalle statue e dagli ornamenti.

## Ancona repubblica marinara

### Nascita e caratteristiche della repubblica

Bandiera del libero comune di Ancona, quella attuale ha la croce greca

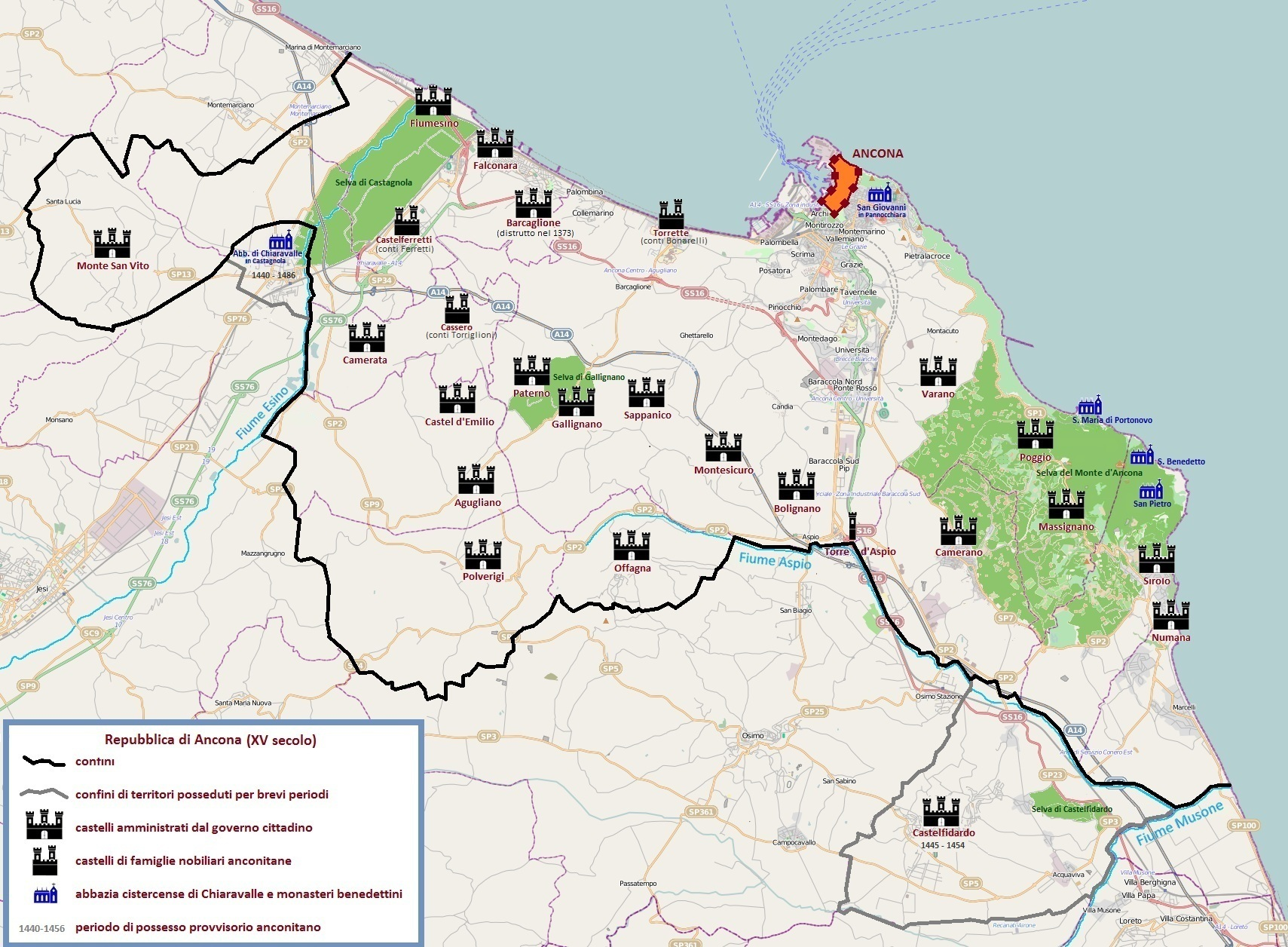
Confini e castelli della repubblica di Ancona nel XV secolo

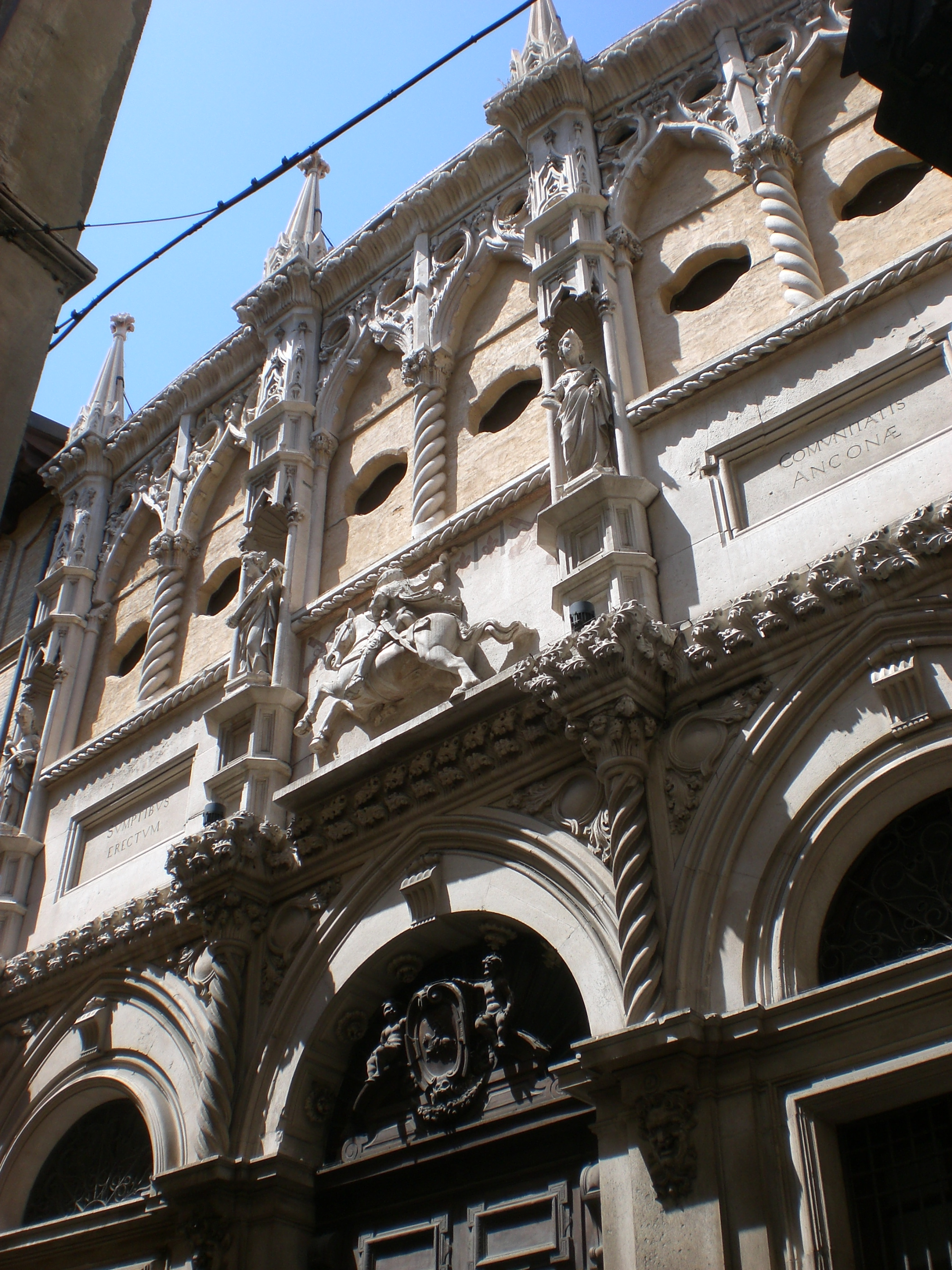
la preziosa facciata gotica della Loggia dei Mercanti, simbolo della ricchezza e potenza della Repubblica di Ancona.

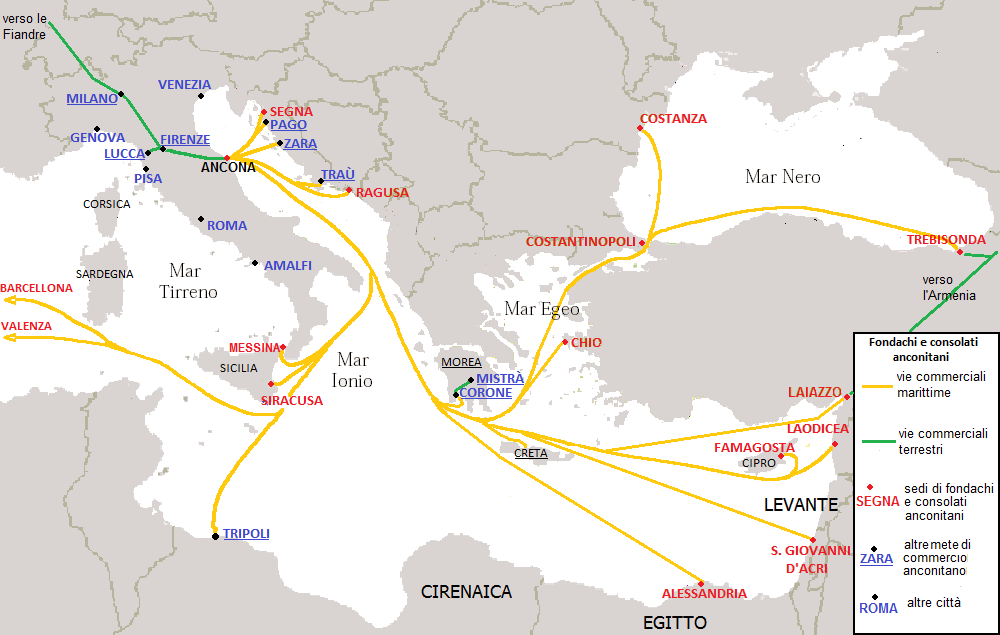
Vie commerciali, sedi di consolati e di fondachi anconitani all'inizio del XVI secolo

Con l'istituzione del Sacro Romano Impero la città fu posta a capo della Marca di Ancona, che dopo aver assorbito le marche di Camerino e di Fermo comprese quasi tutta l'odierna regione Marche. Il potere imperiale ben presto si affievolì, fino a diventare solo formale. Infatti, a partire dall'anno 1000 la città inizia un cammino verso l'indipendenza, favorito dall'aumento del commercio. Alla fine dell'XI secolo Ancona è ormai un libero comune e una delle repubbliche marinare che non compaiono nello stemma della Marina Militare, come Gaeta, Noli e Ragusa. Si scontra così sia con il Sacro Romano Impero, che tentò ripetutamente di ristabilire il suo effettivo potere, sia con Venezia, che non accettava nell'Adriatico una città marinara che, sia pur in forma ridotta, le faceva concorrenza per i traffici con l'Oriente. Ancona poteva contare sull'appoggio dell'Impero romano d'Oriente. Per resistere allo strapotere veneziano era poi preziosa l'alleanza con la Repubblica di Ragusa, in Dalmazia.
Ancona ebbe un'indipendenza "de facto": il papa Alessandro III (circa 1100 – 1181) la dichiarò città libera nell'ambito dello Stato della Chiesa; papa Eugenio IV confermò la posizione giuridica definita dal suo predecessore e il 2 settembre 1443 la dichiarò ufficialmente repubblica.
Il territorio della Repubblica anconitana non fu mai molto esteso, dedicandosi la città soprattutto ai traffici marittimi; nell'entroterra Ancona si limitò sempre solo a garantirsi lo spazio vitale per la difesa e per l'approvvigionamento alimentare. A difesa del territorio (i cui confini erano a nord-ovest il fiume Esino, a sud-ovest il fiume Aspio e il Musone, a est l'Adriatico) gli anconitani costruirono o presero venti castelli, detti i Castelli di Ancona.
La Repubblica marinara di Ancona batteva moneta propria: l'agontano; aveva propri codici di navigazione noti sotto il nome di "Statuti del mare e del Terzenale (arsenale)" e "della Dogana"; inviava consoli e aveva fondachi e colonie in tutti i porti d'Oriente, da Costantinopoli alla Siria, dalla Romania all'Egitto. Riuscì a resistere ai duri assedi dell'imperatore Lotario II, nel 1137, e di Federico Barbarossa nel 1167 e nel 1173; in quest'ultimo si distinguono le gesta di Stamira, l'eroina anconitana, e del sacerdote Giovanni di Chio.
È nota la partecipazione a diverse crociate, tra cui la prima. Nelle lotte fra papi e imperatori del XIII secolo, Ancona è di parte guelfa. Lo stemma del libero comune, un cavaliere armato, rappresentante la virtù guerriera e l'attaccamento alla libertà, è quello che anche oggi identifica la città. Tra i suoi navigatori si deve ricordare Ciriaco d'Ancona (o Ciriaco Pizzecolli), il fondatore dell'archeologia.

### L'assedio del 1173

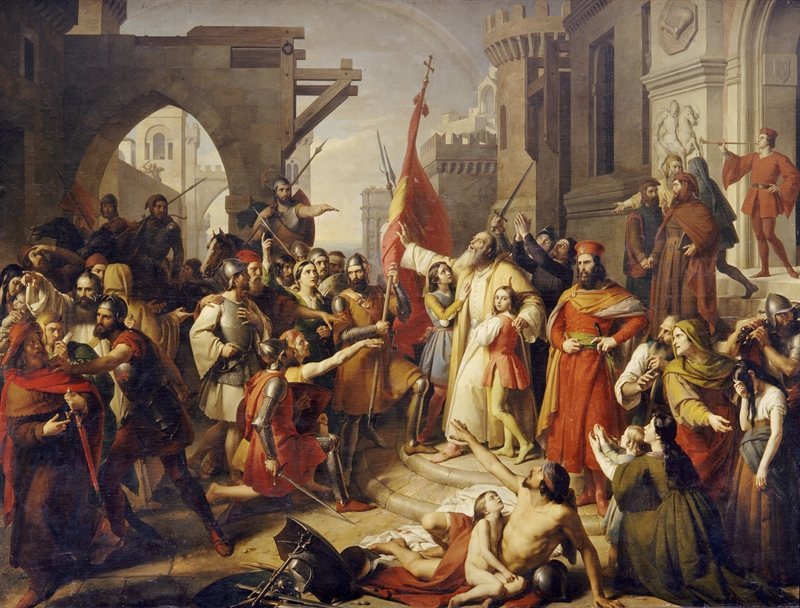
Il Giuramento degli Anconetani di Francesco Podesti, ispirato a un episodio durante l'assedio del 1173 da parte di Cristiano di Magonza

Si riportano alcuni particolari dell'assedio del 1173 perché nei secoli successivi, e specie nel 1800, fu considerato quasi un paradigma del carattere della città.
Ancona aveva giurato fedeltà all'Imperatore bizantino Manuele Comneno; l'imperatore del Sacro Romano Impero, Federico Barbarossa era in Italia per ristabilire il proprio potere sui liberi comuni. L'Impero aveva in odio la città non solo per le sue pretese di indipendenza, ma anche perché era legata all'Impero d'Oriente. Il Barbarossa quindi per ristabilire la propria autorità su Ancona, vi inviò il proprio luogotenente, l'arcivescovo Cristiano di Magonza, noto come uomo crudele e dedito alla rapina. Le truppe imperiali avevano preventivamente chiesto e ottenuto l'alleanza della flotta veneziana: Venezia, infatti, aveva colto l'occasione per liberarsi di una rivale nei traffici marittimi. L'assedio durò sei lunghi mesi e la città dovette fare i conti con la carenza di cibo e con forze nemiche preponderanti.
Di questo assedio si ricorda l'eroico gesto di una donna, la vedova Stamira, che, uscendo arditamente dalle mura e dando fuoco a una botte carica di materiale infiammabile, riuscì a danneggiare un accampamento nemico. Ciò rese possibile, nella confusione in cui si trovarono le truppe imperiali, anche il rifornimento di una certa quantità di cibo. Stamira è pertanto considerata una delle maggiori figure storiche della città.
Memorabile è anche l'episodio di cui fu protagonista Giovanni di Chio, prete che si gettò nelle acque del porto armato di una scure con l'intento di tagliare la fune che teneva all'ancora la più grande nave veneziana, il galeone Totus Mundus. Riuscito nell'intento e scampato alla difesa dei marinai veneziani, tornò incolume a riva e vide le navi nemiche danneggiarsi a vicenda, sbattute dal vento.
Grazie a una pericolosa spedizione oltre le file nemiche, gli Anconitani riuscirono a chiedere soccorso agli alleati emiliani e romagnoli. Con l'arrivo infatti delle truppe della contessa di Bertinoro Aldruda Frangipane e del duca di Ferrara Guglielmo Marcheselli, si riuscì a rompere l'assedio e a cacciare la flotta veneziana e le truppe imperiali. L'Imperatore di Bisanzio, per ricompensare Ancona della fedeltà a lui dimostrata, inviò ingenti somme di denaro e, secondo la tradizione, le donò in segno di riconoscenza la bandiera rossa con una croce d'oro che è ancora oggi il vessillo della città, a ricordo degli ideali che ispirarono tali avvenimenti. Il risultato più importante della vittoria fu il permesso, concesso dall'Imperatore d'Oriente, di praticare il commercio marittimo in tutti i suoi porti, con la possibilità anche di costruire fondachi e abitazioni. Come già in epoca traianea, Ancona si avviava nuovamente a essere per l'Italia una delle porte d'Oriente.

### La distruzione della rocca papale nel 1383
Durante circa cinque secoli di governo autonomo, l'unica eclisse di libertà ci fu nel periodo che va dal 1348 al 1383: i Malatesta, impegnati a estendere i loro domini marchigiani, si erano impadroniti nel 1348 di Ancona, approfittando di un momento di estrema debolezza. La celebre peste nera che infuriava in tutta Europa aveva infatti messo in difficoltà la città e a ciò si era aggiunto un terribile incendio che aveva provocato vaste distruzioni.
In questo contesto, il cardinale Albornoz, nominato legato e vicario generale degli Stati Papali con poteri straordinari, su nomina di papa Innocenzo VI, nel 1355 sconfisse i Malatesta nella battaglia di Paterno e instaurò il dominio diretto della Chiesa. L'Albornoz fece edificare una grande rocca sull'attuale Colle dei Cappuccini, che doveva servire anche come sede adriatica del pontefice, una volta che fosse tornato in Italia da Avignone, dove allora risiedeva. L'autonomia cittadina fu riconquistata nel 1383, quando la rocca albornoziana fu distrutta dal popolo dopo un difficile assedio a cui parteciparono molte città delle Marche.

## Ancona nello Stato Pontificio
A partire dal pontificato di Innocenzo III, lo Stato della Chiesa iniziò una lenta opera di integrazione della Marca di Ancona nella quale molte città continuavano tuttavia a godere di un regime di indipendenza di fatto, con ampie libertà civiche. Ancona continuò a reggersi come libero comune, che peraltro non si trasformò mai in signoria, data la realtà sociale particolare della città, in cui tutte le classi sociali erano coese tra loro, legate dal comune interesse per la navigazione e il commercio marittimo.

### Il "colpo di stato" del 1532

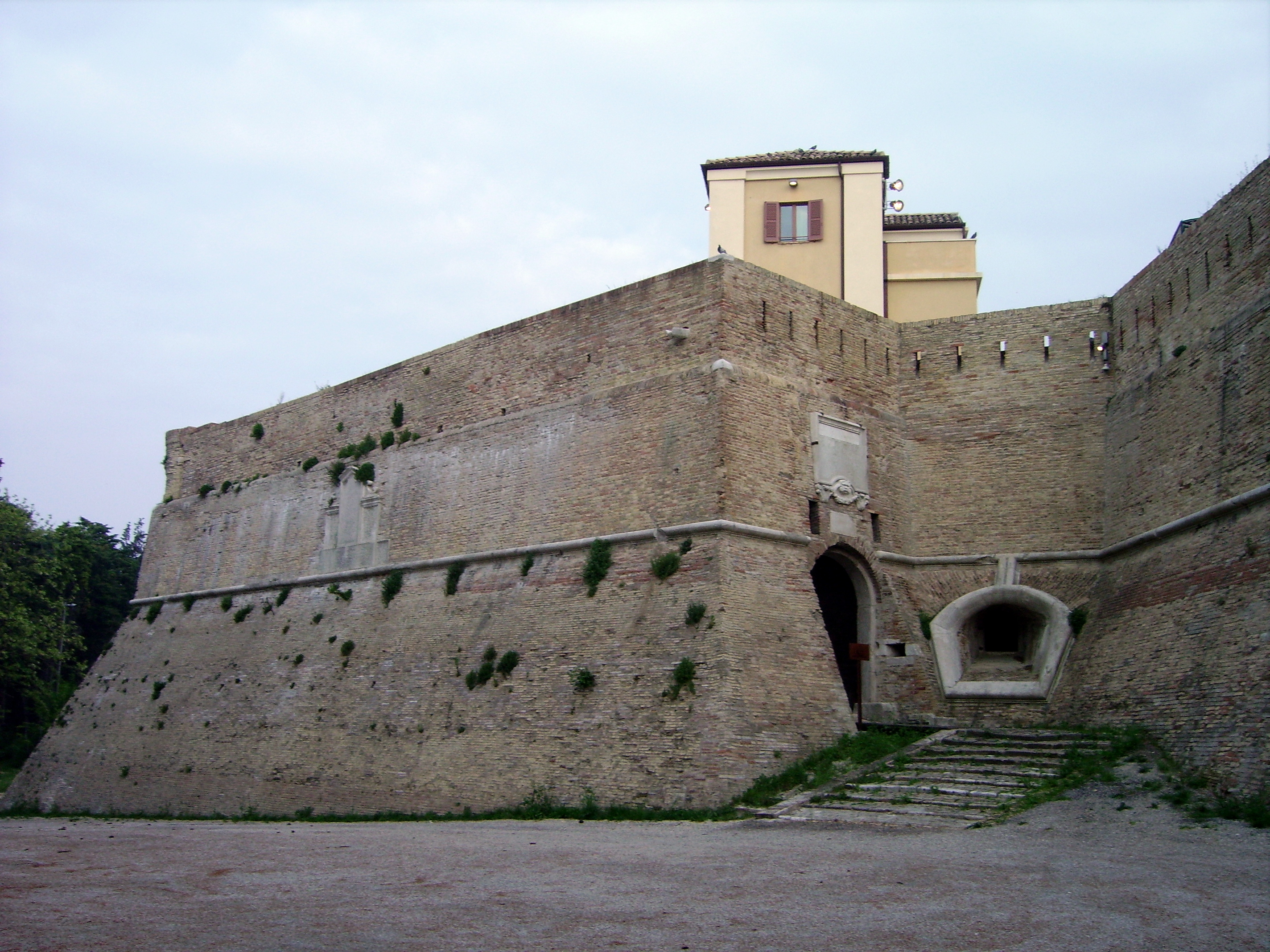
i bastioni della Cittadella di Ancona costruiti dal Sangallo per volere di Papa Clemente VII.

La definitiva integrazione di Ancona nei domini diretti della chiesa avvenne nel XVI secolo, a opera di papa Clemente VII, che ordì un'astuta manovra. Il pontefice si offrì di costruire una possente fortificazione, con il pretesto, rivelatosi falso, di un'imminente invasione della città da parte dei Turchi. La città accettò e il progetto fu affidato ad Antonio da Sangallo il Giovane; sorse così la Cittadella, che con i suoi cinque bastioni è un precoce esempio di fortezza rinascimentale.
In realtà il 19 settembre 1532 Ancona venne occupata dalle truppe pontificie uscite dalla nuova fortificazione e dovette rinunciare all'indipendenza, anche perché la Cittadella controllava con i suoi cannoni sia il centro cittadino, sia il porto, sia le principali strade di accesso. Con un sanguinoso colpo di Stato ante litteram papa Clemente VII incorporò Ancona nei domini dello Stato Pontificio, nel quadro di un processo di accentramento amministrativo che coinvolse, alcuni anni prima Firenze e più tardi Perugia (1540).
Il cardinale Accolti sottoscrisse un salvacondotto il 21 settembre 1532, a tenore del quale si invitavano a stabilirsi ad Ancona, offrendo loro garanzie e privilegi, mercanti levantini, turchi, greci, ebrei e iberici. La città si avviava a divenire il più grande scalo dello Stato Pontificio.

### Il rogo degli ebrei sefarditi e la crisi del Seicento

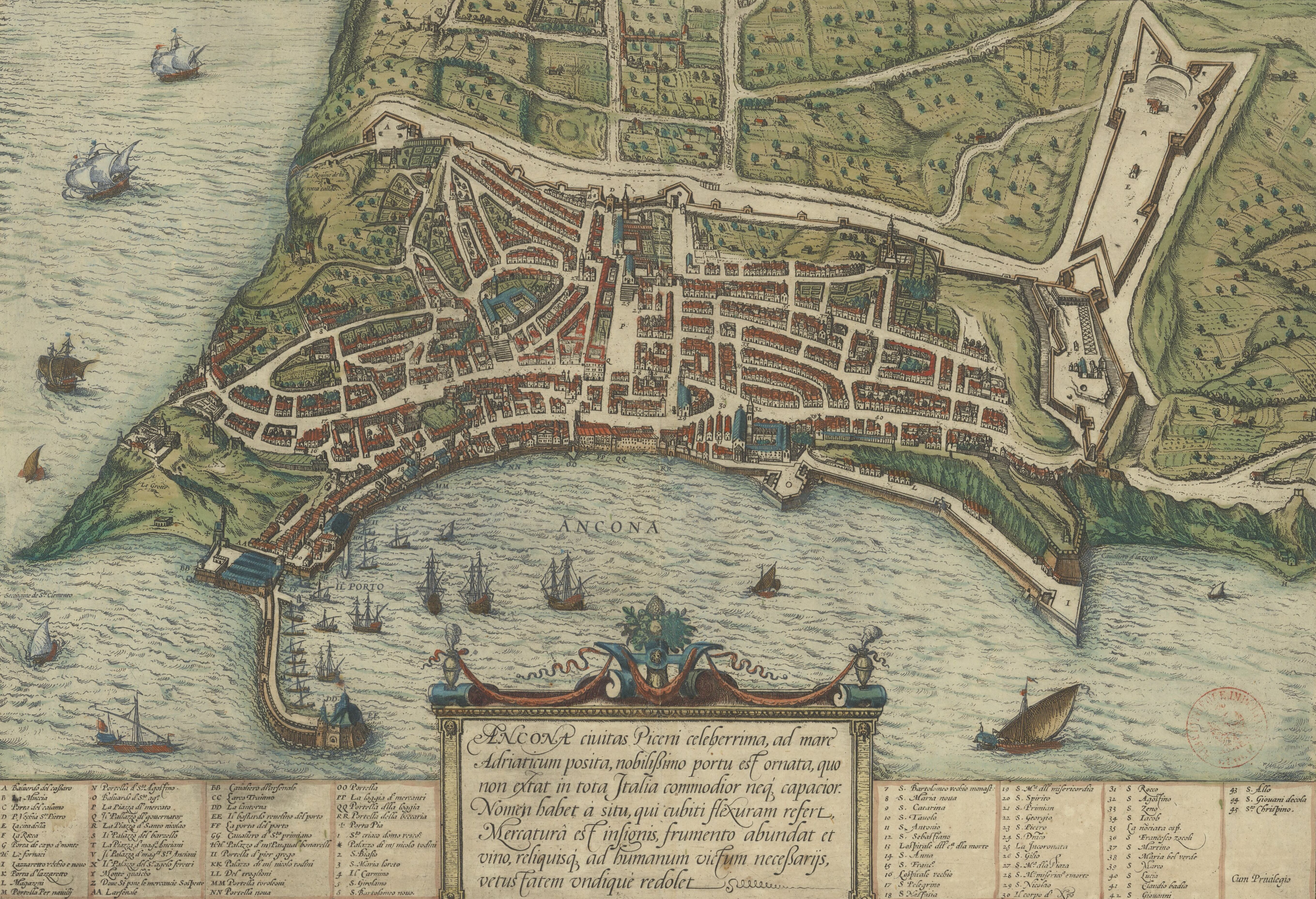
Ancona in una mappa di Georg Braun del 1572.

Tra l'aprile e il giugno del 1556, accusati del reato di apostasia ventisei ebrei sefarditi portoghesi furono impiccati e bruciati sul rogo nel Campo della Mostra (o Piazza Malatesta), dopo un lungo processo avviato dall'Inquisizione romana che aveva visto in prima linea papa Paolo IV. Di quello che fu senza dubbio l'evento più tragico per le comunità ebraiche dell'Italia moderna, non restano che pochissimi documenti, tra i quali è possibile riportare la testimonianza del cronista Bartolomeo Alfei: «Il papa ne fece abrusiare vintisei de dicti incarcerati et de li magiori, che mai si volseno convertire né desdirsi in modo alcuno, asserendosi da quelli de havere a meritare ne l'altra vita per essere constanti et perché morivano hebrei per la fede loro».
Nel 1569 papa Pio V decreta l'espulsione degli ebrei da tutte le città dello Stato Pontificio a eccezione di Ancona, Roma e Avignone, le uniche in cui papa Paolo IV aveva fatto erigere i ghetti nei 1555; le comunità presenti in quasi tutti i centri della Marca di Ancona si trasferirono quindi o nel capoluogo o nelle città del vicino Ducato di Montefeltro ove, finché visse l'ultimo dei Della Rovere, gli ebrei ebbero condizioni di vita migliori.
A causa della scoperta dell'America, e della caduta di Costantinopoli nelle mani dei Turchi, il centro dei commerci si era ormai spostato dal Mediterraneo all'Atlantico e per tutte le città marinare italiane, compresa Ancona, iniziò un periodo di recessione che durò per tutto il XVII secolo. Sul finire del 1690 Ancona fu colpita da un terribile terremoto che causò otto morti e innumerevoli danni a chiese, palazzi e abitazioni. Seguì un periodo di profonda crisi, economica e demografica.

### La rinascita del Settecento

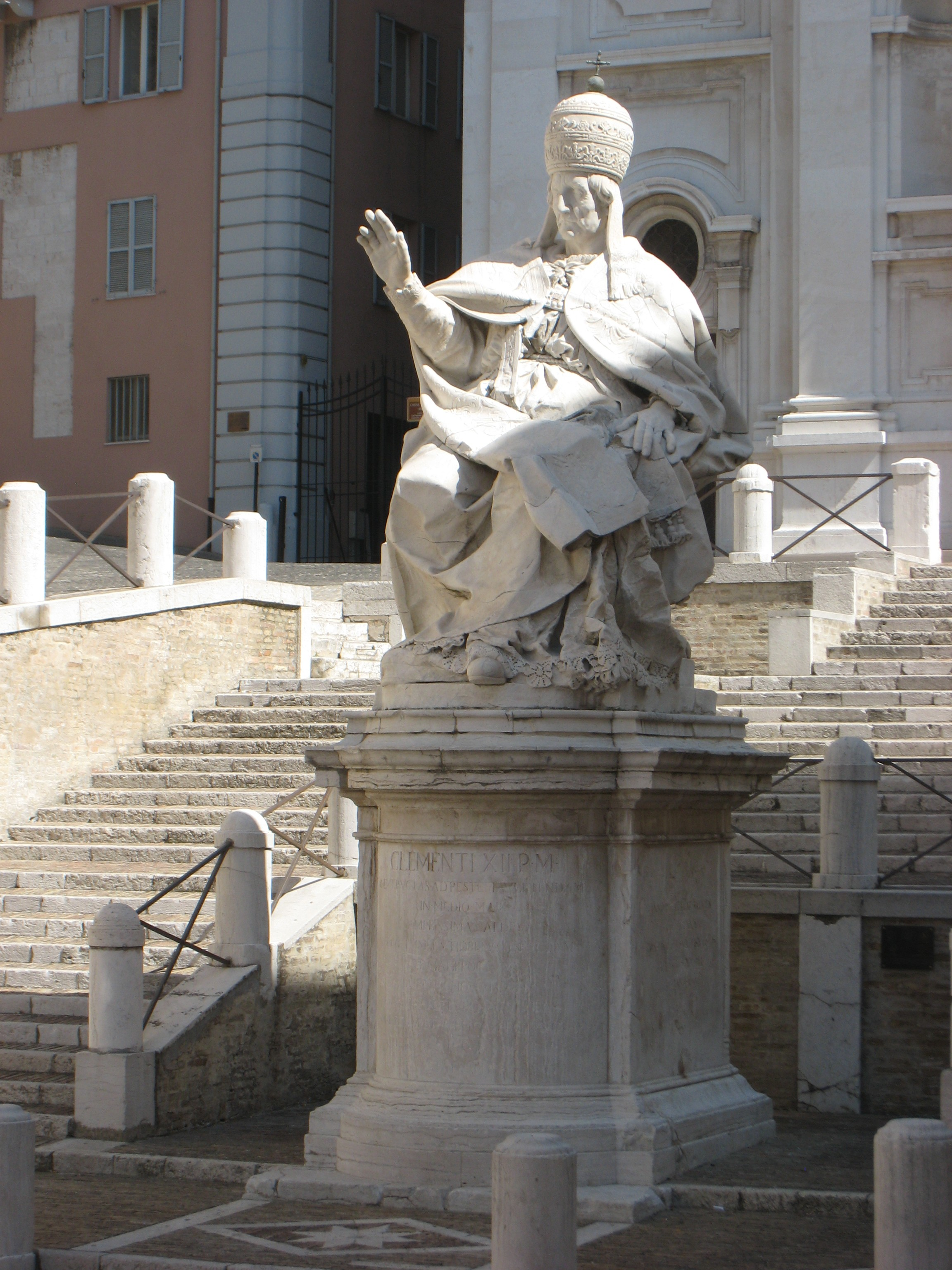
Statua di Papa Clemente XII in Piazza del Plebiscito (conosciuta da tutti come Piazza del Papa)

Papa Clemente XII fu l'artefice della rinascita della città, attraverso due azioni: la concessione nel 1732 del porto franco e l'affidamento all'architetto Luigi Vanvitelli di un progetto di ampliamento del porto e del miglioramento delle sue infrastrutture. Vanvitelli realizzò nella zona meridionale del golfo un'isola artificiale sulla quale edificò il grande Lazzaretto di Ancona, opera polivalente che ancora oggi caratterizza il porto; inoltre prolungò il Molo Nord, sul quale eresse un arco dedicato a Clemente XII.
L'economia della città, nel giro di pochi anni, vide una nuova luce e risorse anche demograficamente, anche per il trasferimento di folte comunità di stranieri, coinvolti nei traffici portuali.
Ancona, riconoscente, dedicò a papa Clemente XII una statua; inizialmente destinata all'attico dell'arco clementino, fu poi collocata in Piazza del Plebiscito, chiamata dagli anconetani semplicemente "del papa". Clemente XII è evidentemente considerato il papa per antonomasia.

## La parentesi francese

la bandiera della Repubblica anconitana.

### Repubblica Anconitana (1796-1798)
Il 25 giugno 1796 il popolo, preoccupato dell'imminente arrivo dei francesi, si trovava nel Duomo di San Ciriaco in veglia di preghiera, e fu in questa occasione che, secondo la tradizione cattolica, avvenne il miracolo mariano di San Ciriaco. L'anno successivo Napoleone occupò la città e proclamò la Repubblica Anconitana, che nel 1798 venne annessa alla prima Repubblica Romana.
(Napoleone, Effemeridi)
Rimangono del periodo napoleonico tre fortificazioni: la Lunetta di Santo Stefano, Forte Cardeto e il Fortino napoleonico di Portonovo.

### Assedio del 1799
Nel 1799, iniziò l'assedio da parte di uno squadrone di otto navi russe e turche e, a terra, da un esercito di truppe provenienti da Austria, Russia e Turchia, oltre che dagli Insorgenti, che erano al comando dell'enigmatico Giuseppe Lahoz, che aveva iniziato la carriera militare nell'esercito austriaco, aveva poi aderito alle idee giacobine ed era passato quindi nell'esercito francese e, dopo il trattato di Campoformio, divenne uno dei più accesi avversari della politica francese in Italia. Deluso dalla politica francese, Giuseppe Lahoz si unì agli italiani insorgenti: nel maggio del 1799 i ribelli antifrancesi delle Marche lo nominarono loro capo militare e fu uno dei protagonisti dell'assedio di Ancona. La Cittadella fu uno dei luoghi chiave degli scontri. La città era difesa dai generali Jean-Charles Monnier e Domenico Pino. Il blocco navale di Ancona durò dal 18 marzo al 13 novembre 1799 e dopo sei mesi di assedio austriaco i francesi cedettero.

### Ancona nel Regno d'Italia napoleonico (1808-1815)
La Francia riconquistò la città nel 1801, dal 1808 entrò nel Regno Italico napoleonico e divenne capoluogo del Dipartimento del Metauro. Dal 1808 al 1815 assunse informalmente al ruolo di seconda città del regno, in quanto il viceré Eugenio di Beauharnais, che fece costruire il Fortino napoleonico nella baia di Portonovo vi soggiornava spesso per curare il suo cospicuo appannaggio (il quale fu mantenuto dalla Restaurazione).
Da segnalare in questo periodo la ripresa a opera dei corsari anconetani della Guerra di corsa che era stata in auge durante la repubblica marinara fino all'avvento dello Stato della Chiesa.

### Assedio del 1815
Nel maggio 1815, durante la Guerra austro-napoletana, fu assediata dalle truppe anglo-austriache. Ancona fu l'ultima città italiana ad arrendersi alla coalizione antifrancese durante i Cento giorni. Terminate le guerre napoleoniche, tornò a far parte dello Stato Pontificio con la Restaurazione.

## Ancona nel Risorgimento
Il dominio francese aveva lasciato nella città le idee rivoluzionarie di libertà, e questo permise la diffusione della Carboneria; rimase a lungo nella città Massimo d'Azeglio. Ancona partecipò ai moti del 1831 che videro tra i protagonisti il patriota Lorenzo Lesti. I moti vennero repressi con processi e condanne più o meno gravi. L'8 febbraio 1831 due rivoltosi rimasero uccisi e molti altri feriti, mentre la città cadde definitivamente in mano agli austriaci il 29 marzo dello stesso anno. Il 22 febbraio 1832, senza che le truppe pontificie opponessero resistenza, i francesi ripresero il potere ad Ancona per circa sei anni, fino al 30 novembre 1838, quando, dopo trattative diplomatiche, fu riconsegnata al Papa. Ma in quei giorni, il 1º marzo 1832, venne fondata in Piazza del Papa, a Palazzo Schelini, una congregazione della Giovine Italia che continuò a portare avanti l'idea dell'Italia unita. Non mancarono progetti cospirativi contro Gregorio XVI, come nel caso della setta clandestina organizzata dall'anconetano Antonio Giannelli e dal nobile montecarottese Lorenzo Bucci nella primavera del 1846.
Alcuni giovani patrioti anconitani, studenti universitari, si arruolarono nel Battaglione universitario romano; tra essi si ricordano: Francesco Podesti, Carlo Rinaldini e i fratelli Archibugi, che caddero nella battaglia di villa Glori.
Nel 1837 una grave epidemia di colera colpì Ancona, causando 716 morti tra i circa 25 000 cittadini.

### L'assedio del 1849

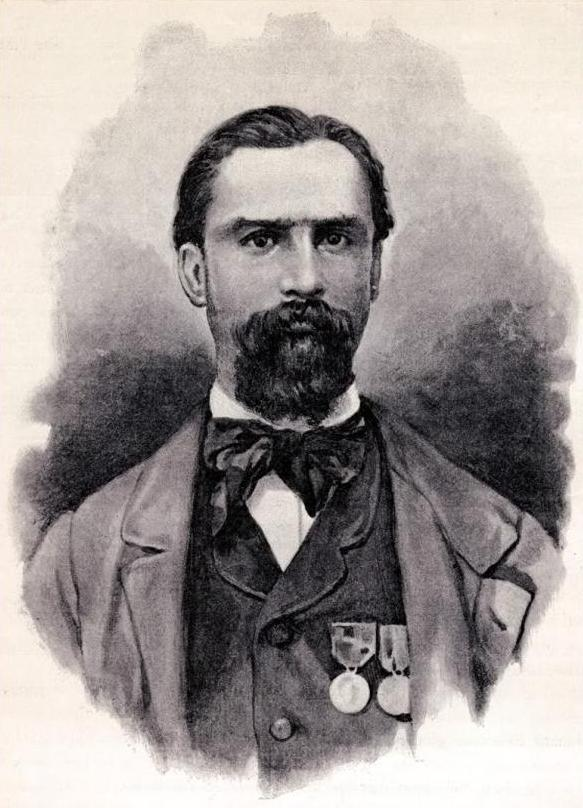
Il comandante della difesa, colonnello Livio Zambeccari.

La sera del 9 dicembre 1848, arrivò in città, su un bastimento in cui si era imbarcato in incognito, Giuseppe Garibaldi, che fu accolto dai patrioti Antonio Elia, suo amico dai tempi della gioventù, da suo figlio Augusto e da suo fratello Fortunato. I tre fecero da scorta all'Eroe dei Due Mondi lungo le strette vie del rione del Porto, da loro ben conosciute. Garibaldi poi si recò al circolo patriottico anconetano, chiedendo l'adesione alla Repubblica Romana di imminente proclamazione. I patrioti dichiararono la loro volontà di sostenere la repubblica, consapevoli delle conseguenze internazionali della sua proclamazione, principalmente il sicuro intervento a difesa del dominio temporale del papa delle due potenze cattoliche della Francia e dell'Austria.
Alla proclamazione della repubblica, papa Pio IX chiese infatti l'aiuto degli austriaci, comandati dal feldmaresciallo Franz Wimpffen, per riprendere il possesso della Romagna e delle Marche. Sono queste le premesse dell'assedio del 1849, durante il quale Ancona rimase tra le ultime tre città, compagna di Venezia e di Roma, a continuare a resistere eroicamente durante la Prima guerra d'indipendenza italiana.

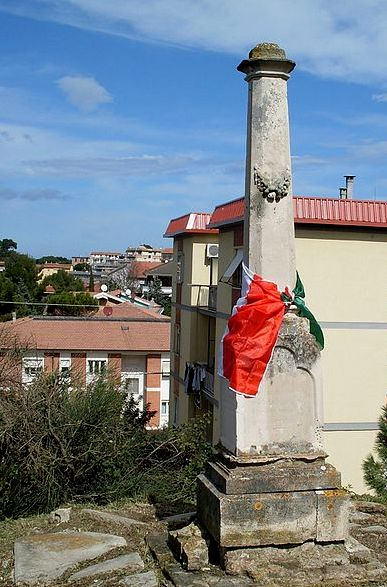
Monumento di Montemarino, eretto nel 1889 in ricordo dello scontro del 1849 in cui rifulse l'eroismo di Giovanni Gervasoni.

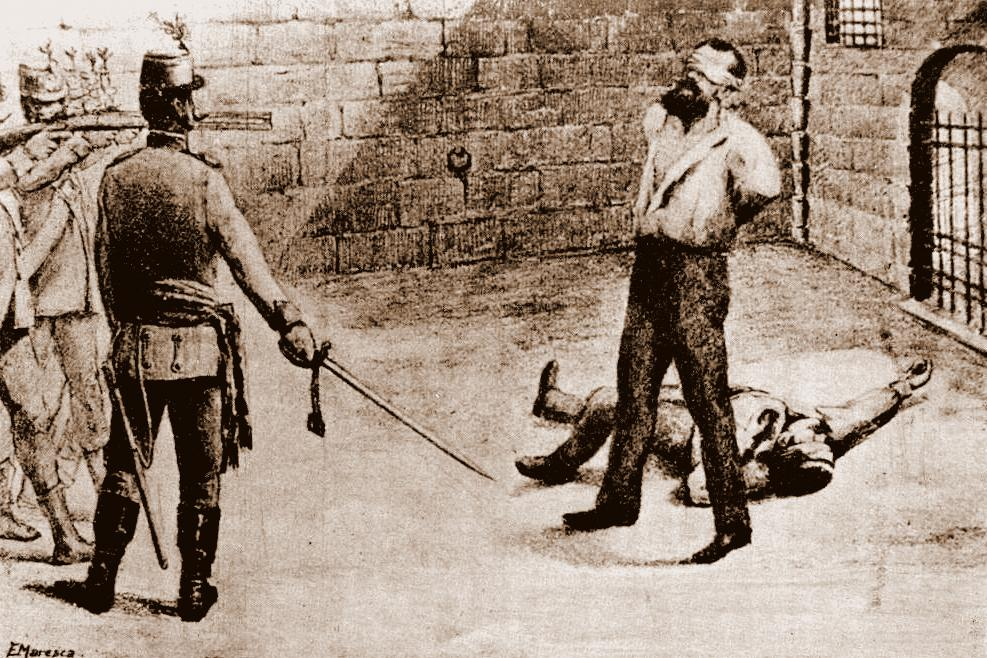
La fucilazione di Antonio Elia e Giuseppe Maggini

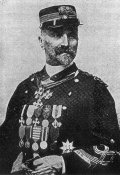
Augusto Elia, salvatore di Garibaldi, in un'immagine della sua maturità

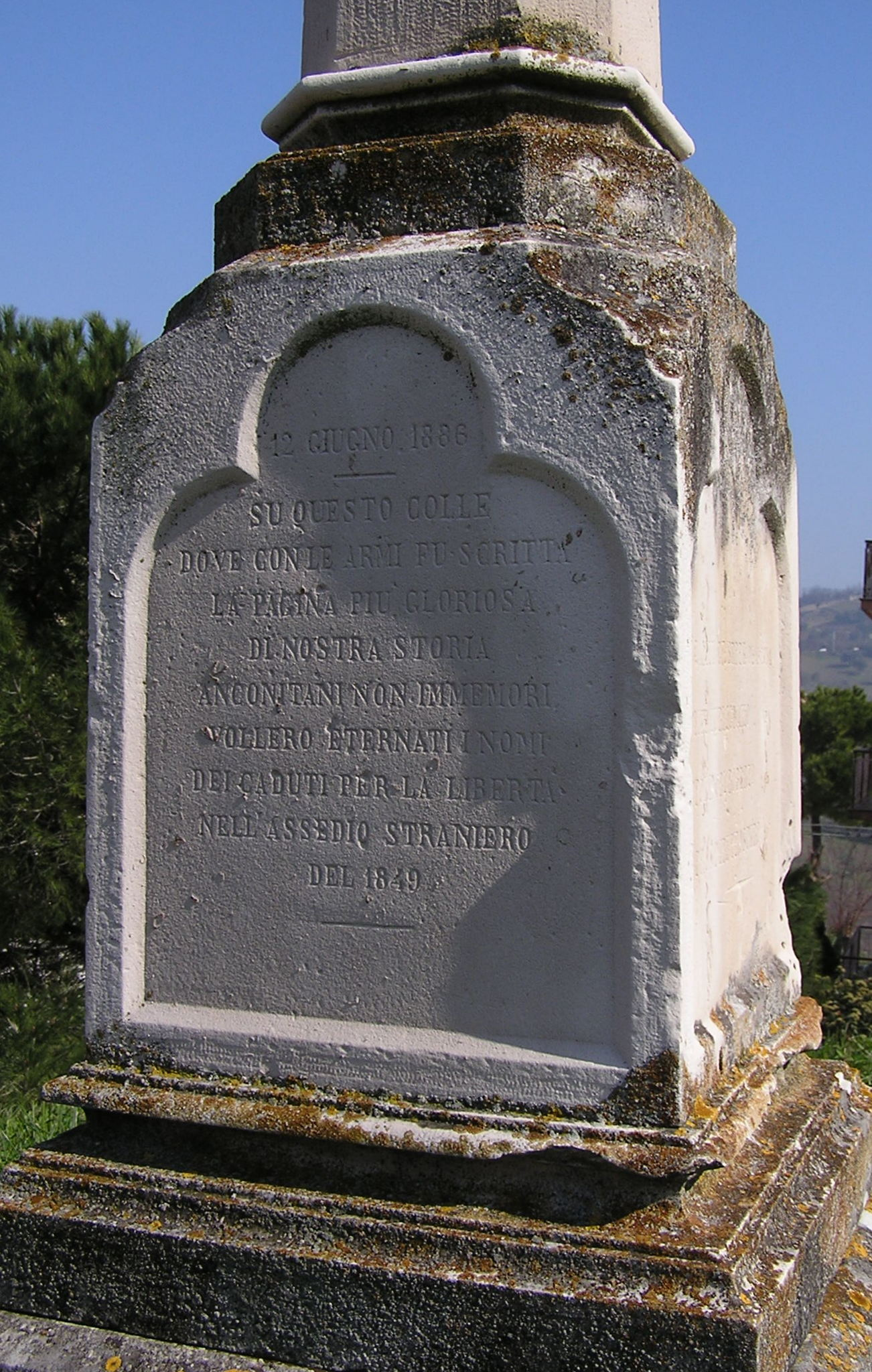
Iscrizione del monumento di Monte Marino.

Per ventisei giorni (24 maggio-19 giugno) durò infatti l'assedio austriaco, che vide contrapposti 4.000-5.000 italiani a difesa della città e più di 11.000 austriaci assedianti, coadiuvati da una flotta di sette navi che bloccarono il porto. In più si deve considerare che la città poteva contare su una quantità di munizioni limitata, al contrario di quella delle forze assedianti.
Pagine di eroismo vennero scritte da Antonio Elia, che difendeva la città da una nave ancorata al porto e riusciva tra enormi difficoltà a introdurre nella città i viveri che cominciavano a mancare; perse la vita, in una coraggiosa sortita dalla mura verso l'accampamento austriaco di Monte Marino, il capitano cremasco Giovanni Gervasoni. Era la prima volta che Ancona era difesa, oltre che da tutti i cittadini maschi, anche da numerosi uomini provenienti proprio con questo scopo da ogni parte d'Italia: comandante era il colonnello bolognese Livio Zambeccari, mentre l'anconitano Angelo Pichi era stato capo della difesa di Bologna, durante l'assedio di poco precedente a quello di Ancona. Partecipò all'assedio anche l'allora giovanissimo poeta Luigi Mercantini e l'eroe anconetano dei moti del 1830-1831, Lorenzo Lesti. Molti giovani anconetani, nel frattempo, combattevano nell'Assedio di Roma e in quello di Venezia. Tutti questi fatti possono essere letti come segno della diffusione capillare dello spirito risorgimentale, che travalicava i confini cittadini e regionali, nell'ideale della patria comune.
Segno della partecipazione totale del popolo alla resistenza anti-austriaca fu anche il contributo delle donne, che si dedicarano alla cura dei feriti, e dei sacerdoti, che organizzarono il servizio del loro trasporto sino al luogo di cura. Un gruppo di giovanissimi, fondato dal patriota Andrea Fazioli, ebbe un ruolo particolarmente importante nella resistenza agli austriaci; fu chiamato "Drappello della Morte" e si occupò di tutte le imprese più temerarie.
Momento drammatico fu l'interruzione dell'acquedotto, che assetò la città, e la decisione austriaca di bombardarla incessantemente, a intervalli regolari, utilizzando tutte le bocche di fuoco a disposizione. I difensori, allora, a causa della scarsità delle munizioni, furono costretti a utilizzare come proiettili le monete della Repubblica Romana, da poco coniate in città. Inoltre molti cannoni, sottoposti a un fuoco incessante, erano esplosi, uccidendo i soldati che stavano utilizzandoli. Gli austriaci utilizzarono anche dei mezzi bellici ancora sperimentali: i razzi, che atterrivano la popolazione; anche a Venezia, di lì a poco, avrebbero utilizzato armi innovative: alcune mongolfiere che bombardarono la città dal cielo.
Il 21 giugno, dopo un accesissimo dibattito, fu decisa la resa, contro il parere del comandante Zambeccari. Il numero dei difensori morti è difficile da stabilire, anche per la presenza di numerosissimi uomini non originari della città; comunque il numero è sicuramente superiore ai cinquecento. Le lapidi poste nel Palazzo municipale non sono dunque corrette.
I difensori della città consegnarono la Cittadella e i forti; quando gli austriaci entrarono in città, ai difensori di Ancona fu concesso l'onore delle armi dal loro comandante, il feldmaresciallo Franz Wimpffen; finché egli fu comandante della guarnigione di occupazione della città, non ci furono atti di persecuzione nei confronti dei patrioti. Solo dopo la sostituzione del Wimpffen con il nuovo comandante Pfanzelter iniziarono gli arresti, che portarono alla fucilazione di Antonio Elia in base a false accuse. L'occupazione austriaca, con il consenso pontificio, proseguì per dieci anni.
Dopo l'Unità d'Italia, in occasione del cinquantenario, Ancona venne insignita della medaglia d'oro come Benemerita del Risorgimento nazionale per l'eroismo e l'attaccamento agli ideali di libertà e di indipendenza dimostrati nel 1849. Nell'occasione della consegna, la città visse un'intensa giornata, segnata da grandi festeggiamenti e manifestazioni patriottiche per onorare gli ideali e i combattenti dell'assedio; parteciparono anche i combattenti superstiti, dei quali molti provenienti da varie parti d'Italia.
Nella tabella seguente si evidenzia l'episodio dell'assedio di Ancona nel quadro degli avvenimenti del 1848 e 1849; risalta il fatto che dopo la fine del maggio del '49 solo Ancona, Roma e Venezia resistevano ancora contro austriaci e francesi.

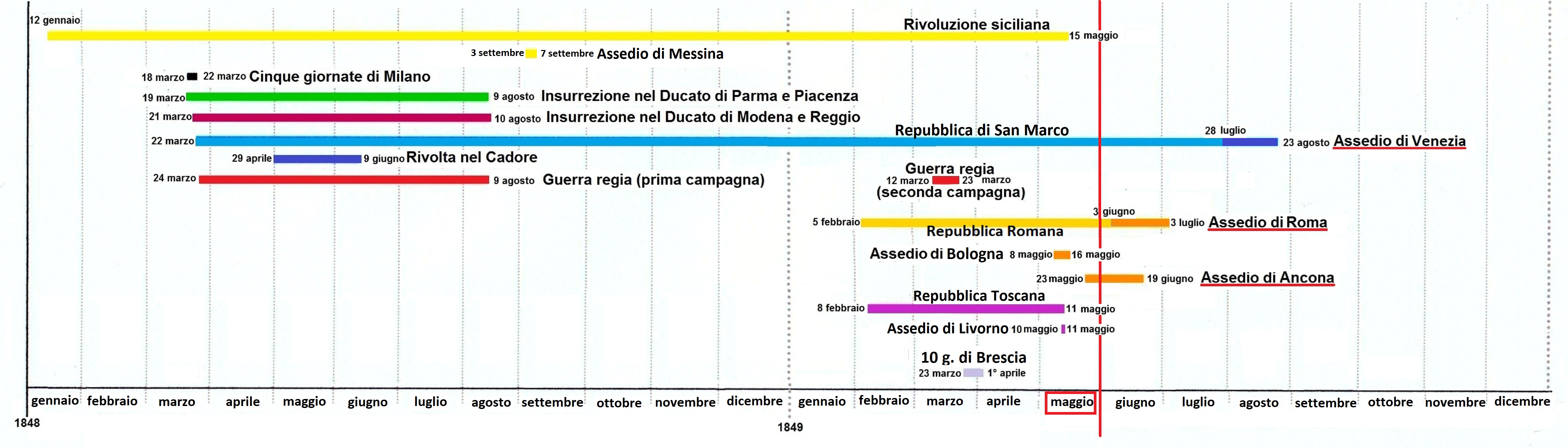
Dopo il maggio del 1849, solo Ancona, Roma e Venezia continuavano a resistere.

### Il decennio di occupazione austriaca

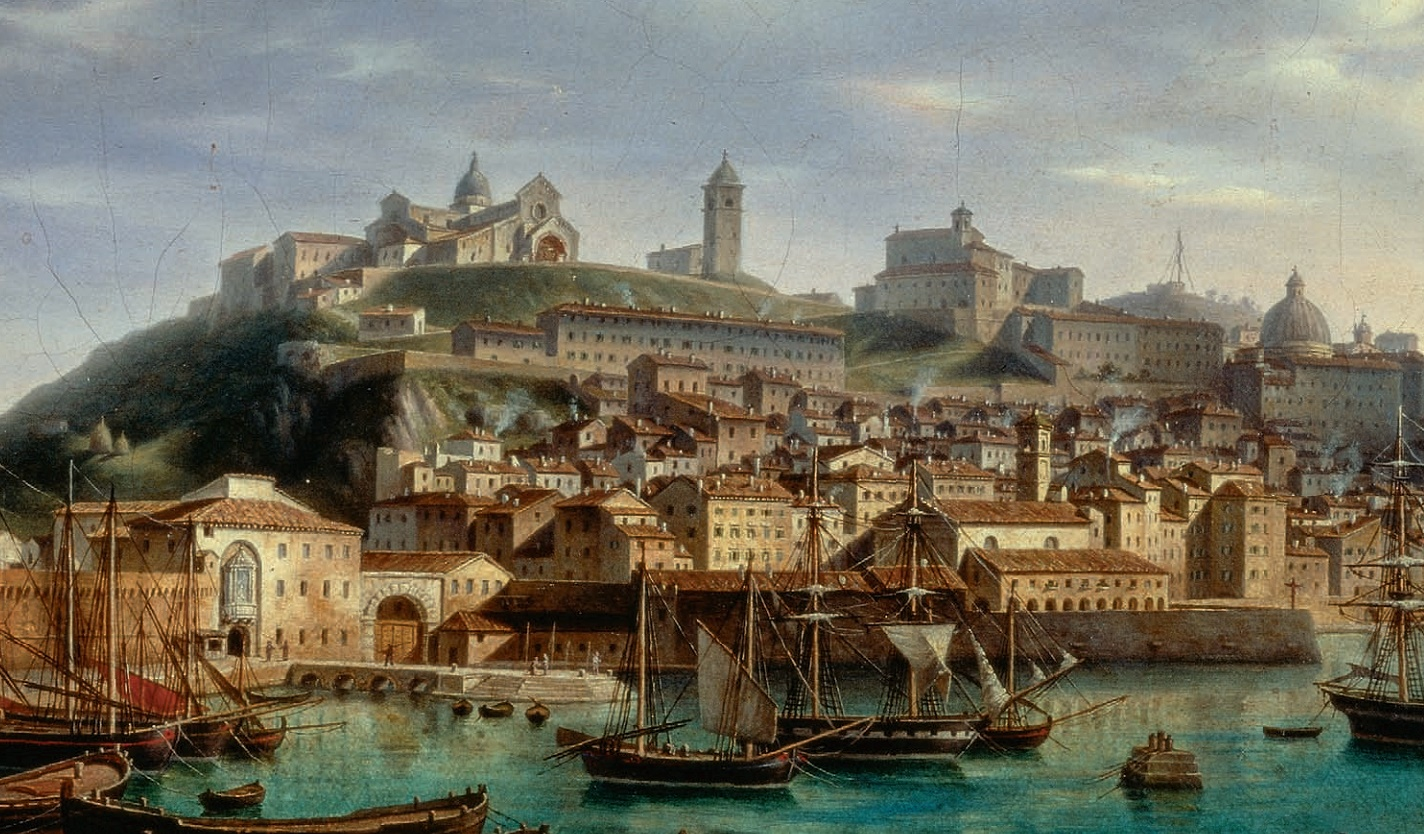
Il porto durante l'occupazione austriaca

Ancona, tornata nelle mani del Papa, subì un lungo periodo di occupazione militare austriaca e l'applicazione rigorosa della legge stataria, con gravi condanne anche per piccoli reati. Il patriota Antonio Elia, con una misera scusa, venne accusato di detenzione di armi e venne fucilato.
Il 1853 ci furono scarsi raccolti, e l'anno successivo il colera colpì di nuovo la città. Da segnalare, in questa occasione, il lavoro incessante in aiuto della popolazione del gonfaloniere Michele Fazioli, successivamente eletto primo sindaco di Ancona.
Nel 1859 più di 800 anconetani partirono alla volta del Piemonte per combattere nella Seconda guerra di indipendenza.
Il patriota Augusto Elia, orfano di Antonio, dal 1859 fu accanto a Garibaldi su molti fronti, divenendo per lui come un figlio; fu tra i Mille che partirono da Quarto; fu l'eroico protagonista della giornata di Calatafimi, nel 1860, durante la quale, dopo aver messo in salvo il figlio di Garibaldi, fece scudo col suo corpo all'Eroe dei Due Mondi, salvandogli la vita. Rimasto gravemente ferito al volto, per molti mesi tra la vita e la morte e per quasi tre anni senza poter parlare, non ancora ristabilito tornerà con impeto a far parte del corpo dei Mille in altre pericolose spedizioni, fino all'ottenimento dell'agognata Unità dell'Italia.

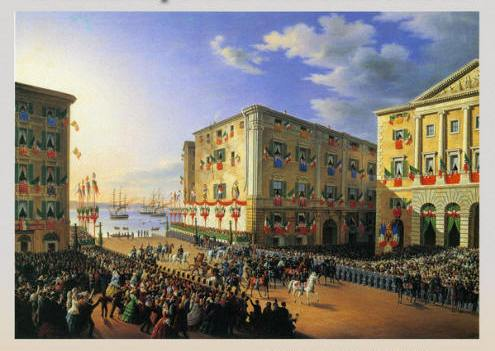
Vittorio Emanuele II entra ad Ancona (1860)

### L'annessione al Regno d'Italia

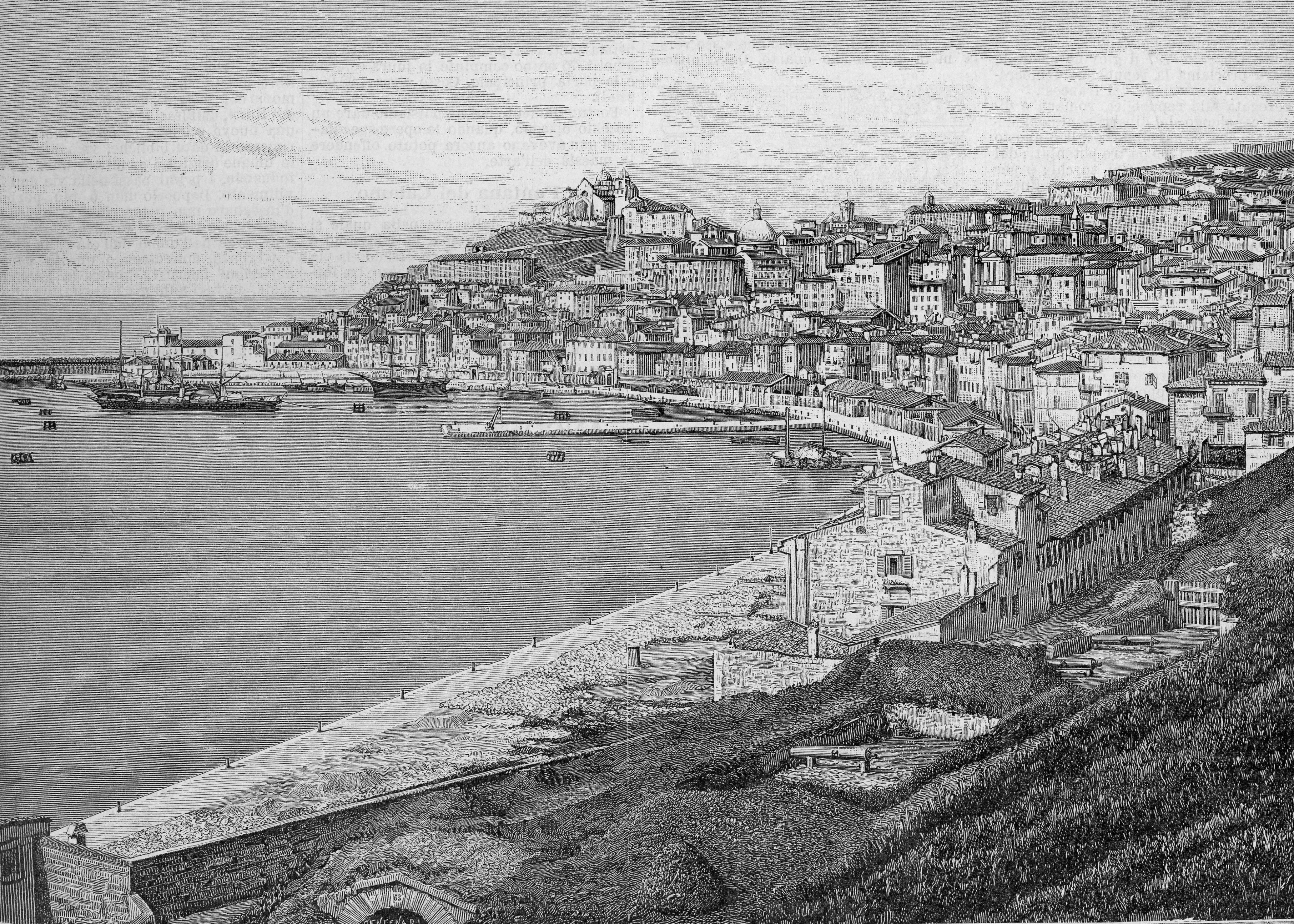
Ancona nel periodo post-unitario

Le truppe pontificie, sconfitte dall'esercito sardo a Castelfidardo, si rifugiarono ad Ancona per tentare l'ultima difesa dei territori pontifici: Ancona era ormai per loro l'ultimo baluardo. Le truppe italiane dei generali Cialdini e Fanti e le navi dell'ammiraglio Carlo Persano circondarono subito Ancona da mare e da terra, e iniziarono un assedio lungo e difficile. Solo con lo scoppio della lanterna, il 28 settembre 1860, le navi della marina sabauda poterono approdare in porto; il giorno seguente le truppe dei generali Cialdini e Fanti entrarono vittoriose ad Ancona.
Il 3 ottobre 1860 alle 5 del pomeriggio il re Vittorio Emanuele II arrivò in città per salutare i suoi nuovi sudditi: le Marche e l'Umbria con la battaglia di Castelfidardo e la presa di Ancona erano ormai italiane, e il Regno d'Italia era ormai una realtà possibile. Il 4-5 novembre dello stesso anno un plebiscito segnava, in modo pressoché unanime, la volontà del popolo di entrare nel Regno d'Italia, sancita con Regio Decreto del 17 dicembre. L'unificazione di Marche ed Umbria permise, l'anno successivo, la proclamazione del Regno d'Italia.

## Ancona piazzaforte del regno

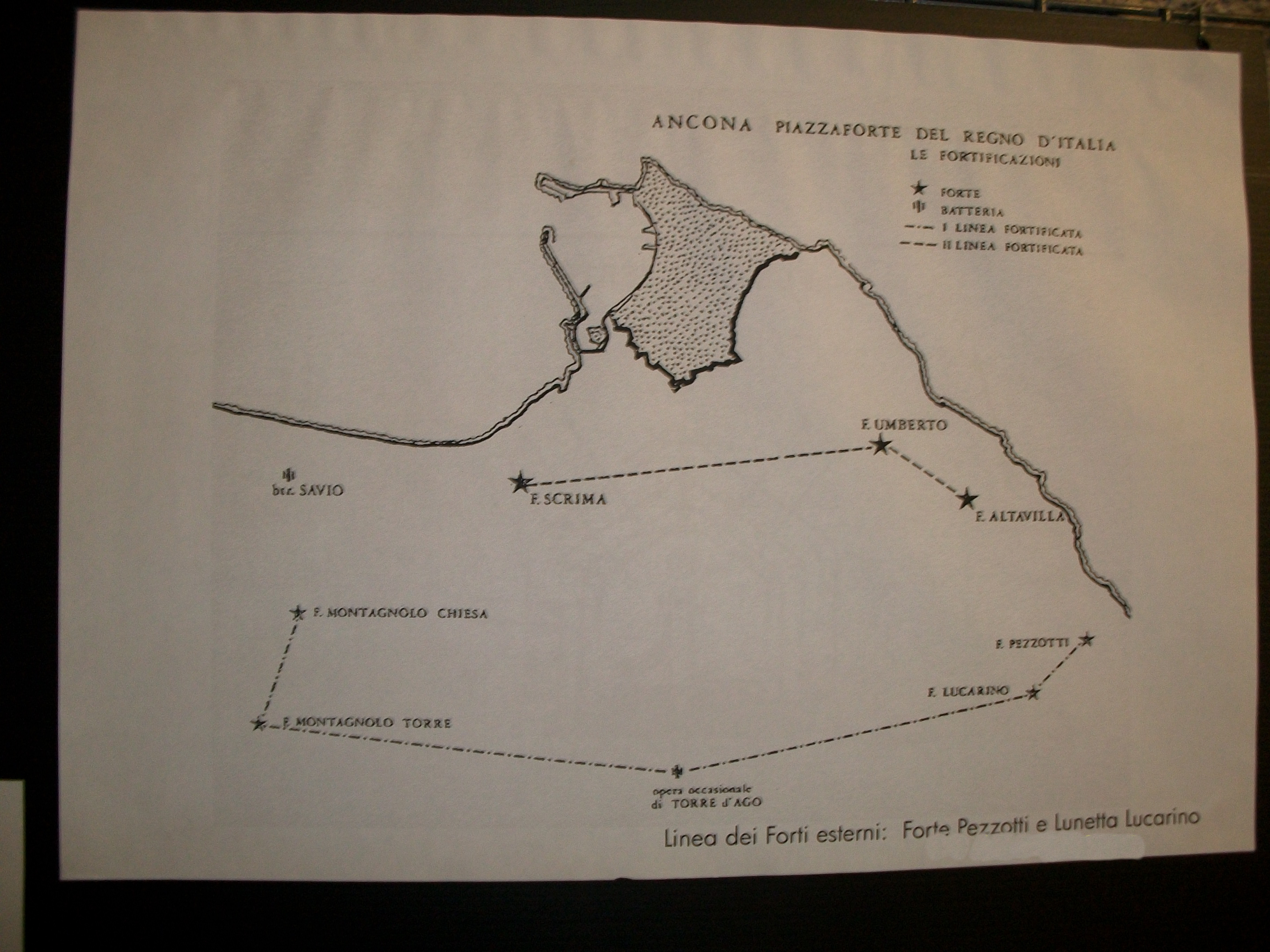
Le tre linee di difesa di Ancona nell'epoca della piazzaforte del Regno

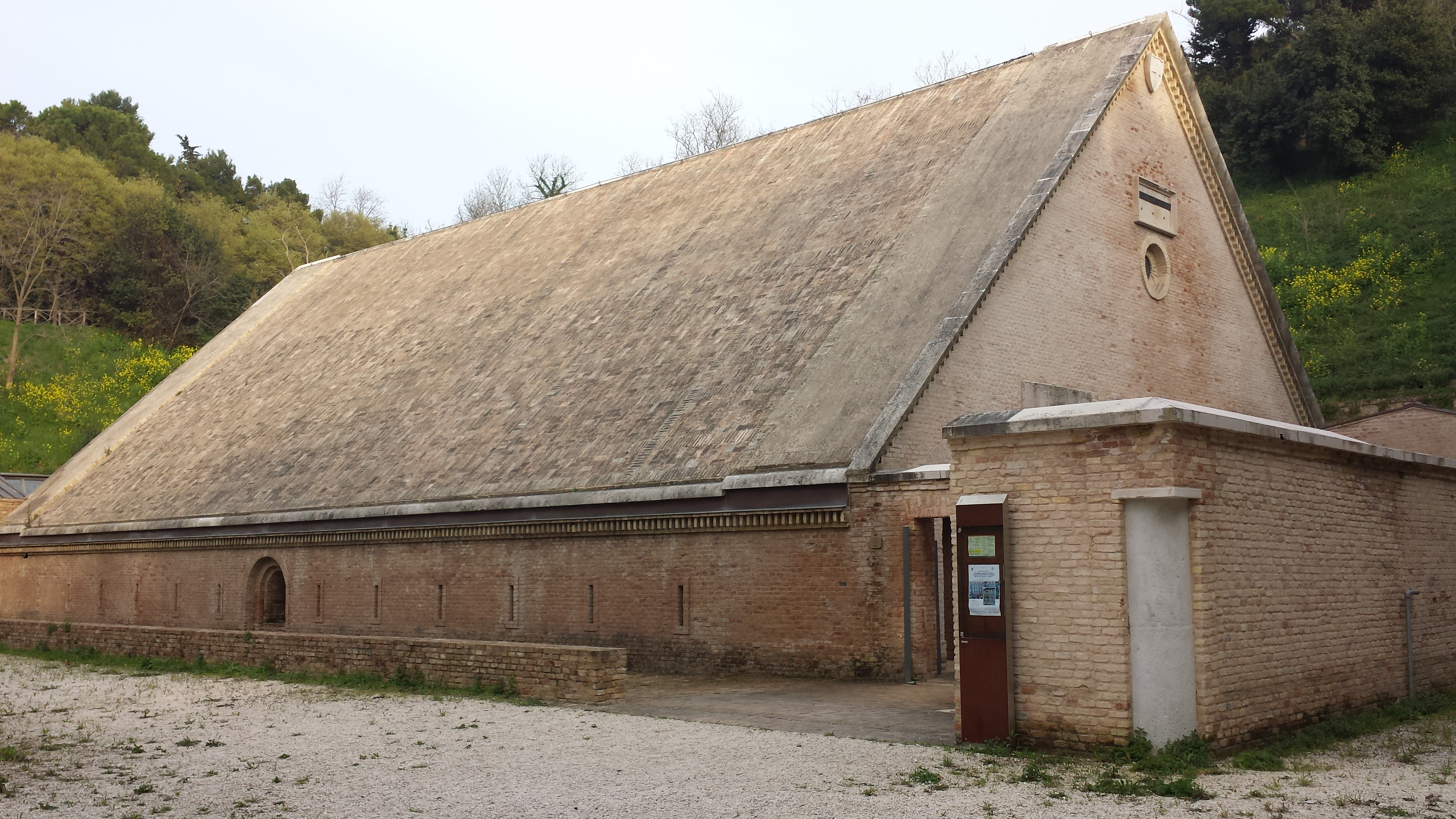
La Polveriera Castelfidardo

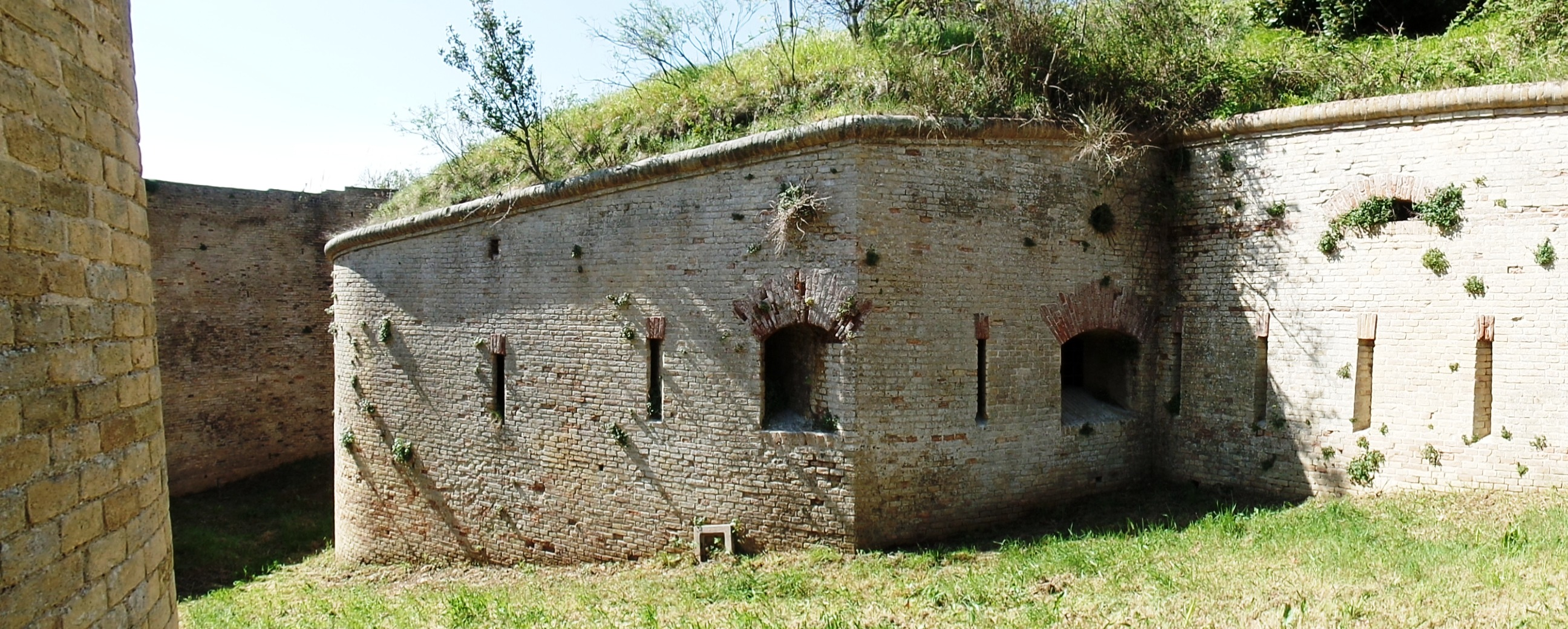
Forte Altavilla

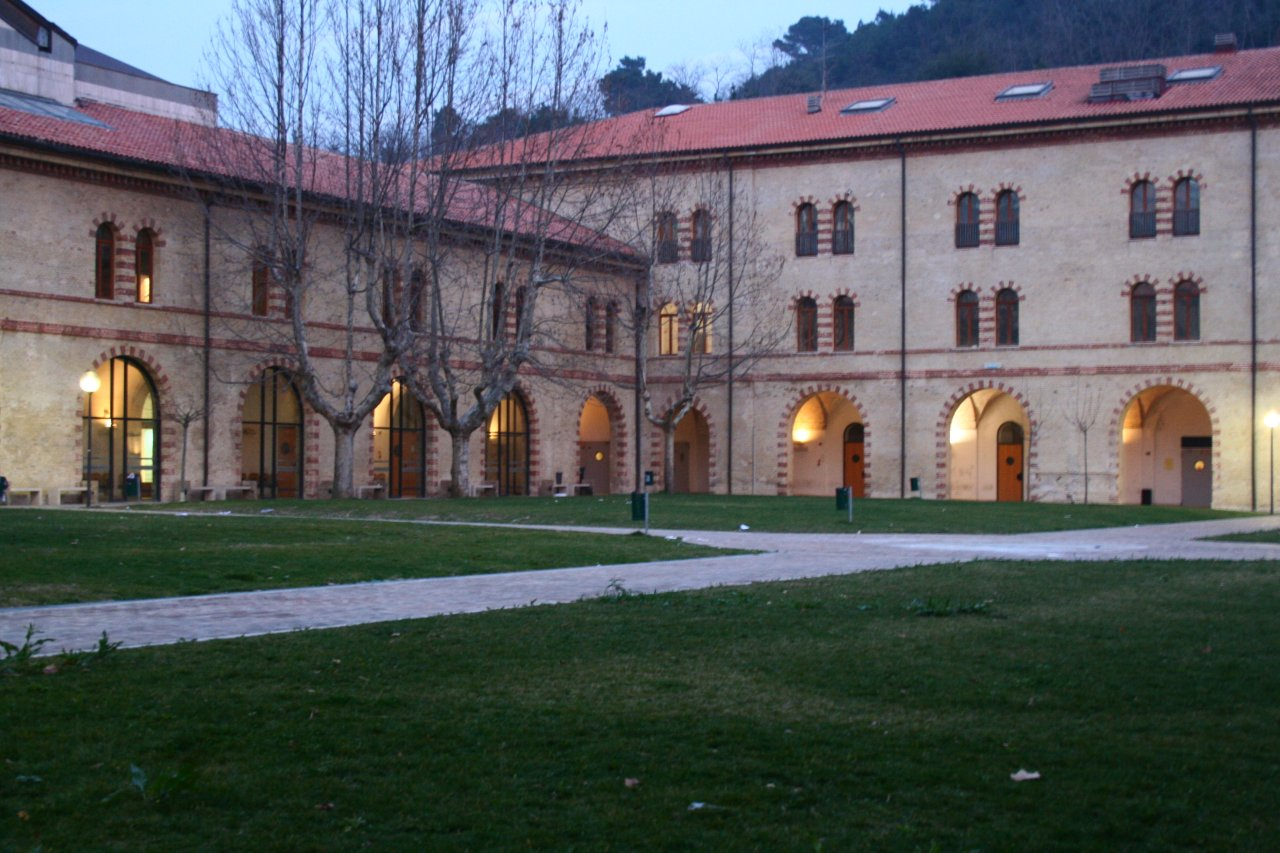
Caserma Villarey

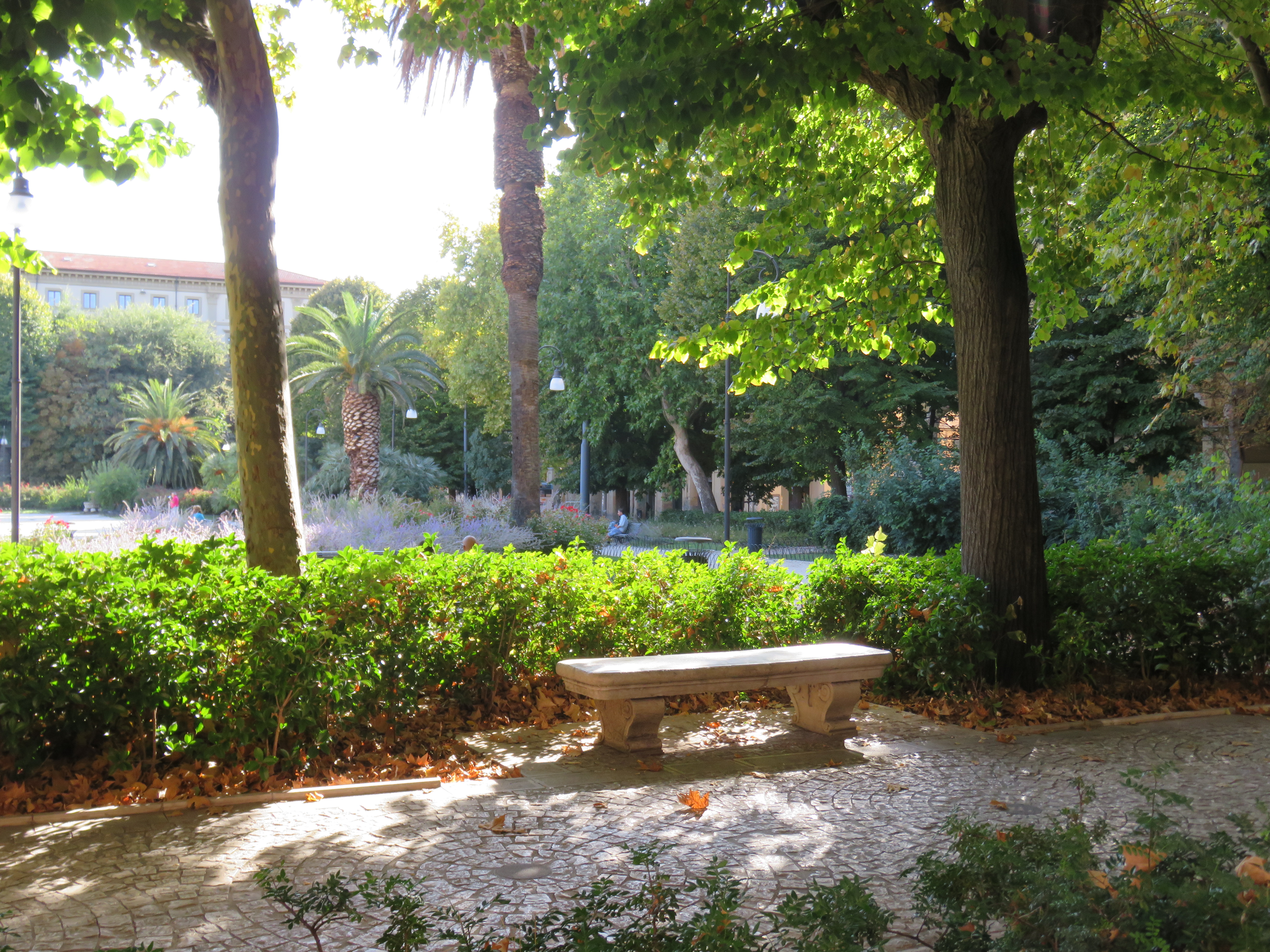
Piazza Cavour

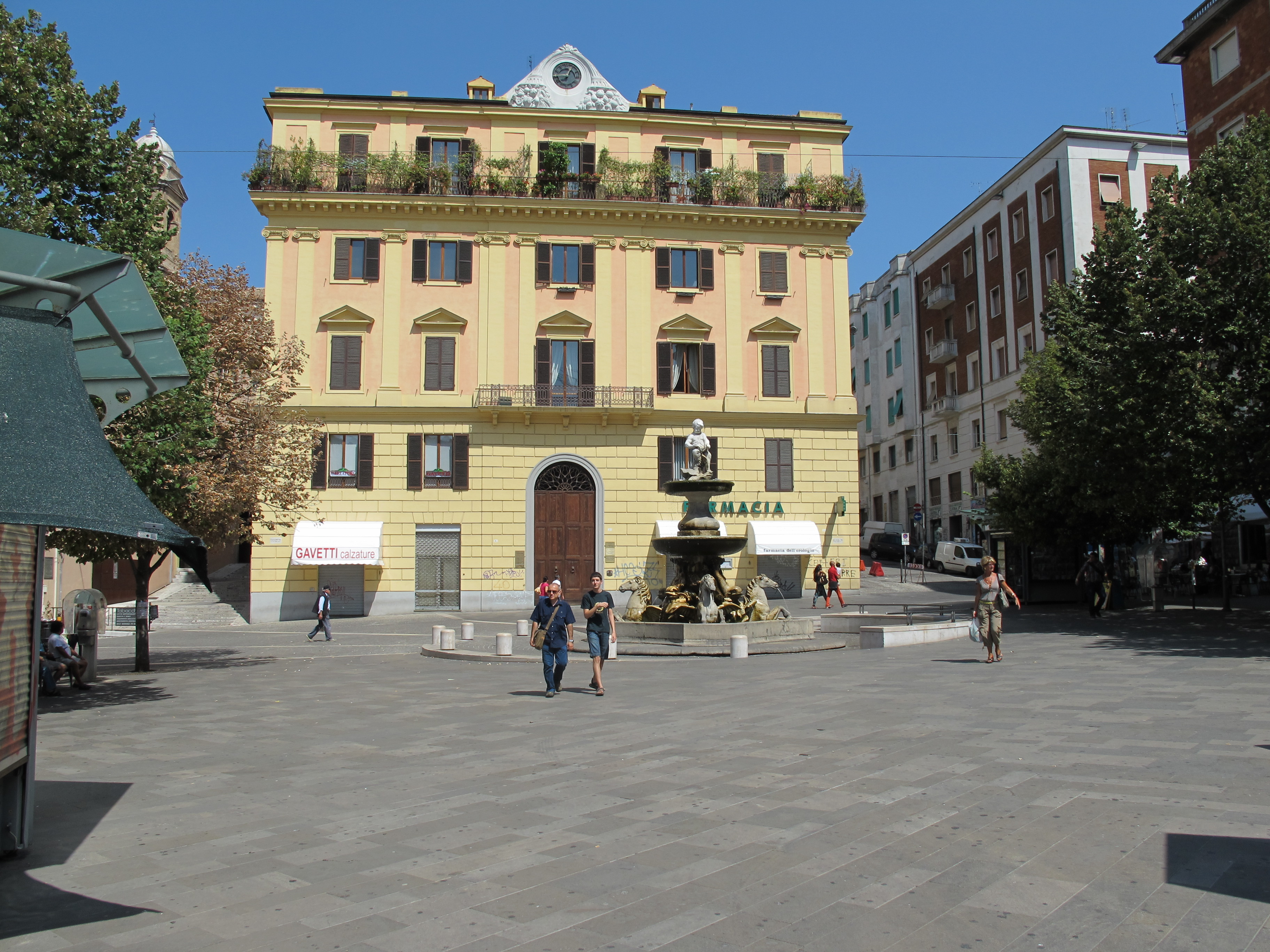
Piazza Roma

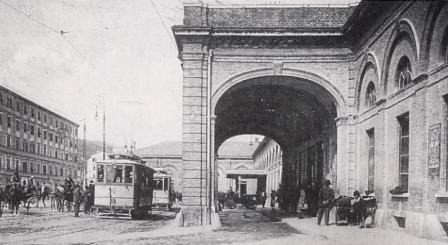
Tram davanti alla Stazione Centrale

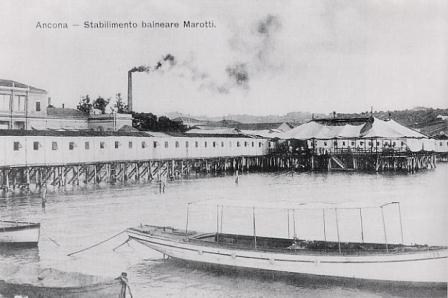
Il primo stabilimento balneare di Ancona: i Bagni Marotti (agli Archi), progettati da Nicola Matas

All'indomani della proclamazione del Regno d'Italia, essendo ancora Roma parte dello Stato pontificio, l'unica via di comunicazione tra Italia settentrionale e meridionale passava per Ancona; inoltre, essendo ancora Venezia sotto il dominio austriaco, il porto dorico era l'unico in Adriatico in grado di accogliere la flotta militare. Nella compagine difensiva del giovane regno, Ancona assunse dunque subito un ruolo militare notevole, sia marittimo, sia terrestre; fu così dichiarata piazzeforte di prima classe, una delle cinque del regno, insieme alle piazzaforti terrestri di Torino (che allora era la capitale) e Bologna (strategica in quanto vicino al Po, allora confine con l'Impero Austriaco), e alle piazzaforti marittime di Taranto (per lo Ionio) e La Spezia (per il Ligure e il Tirreno).
Per adeguare la città al nuovo rango acquisito, tra il 1860 e il 1870 venne dotata di numerose strutture militari; tra l'altro, tutte le colline di Ancona, tranne quella del Duomo, vennero fortificate. L'architetto a cui fu affidata la progettazione delle opere militari fu Giuseppe Morando. Nel 1862 venne inoltre promosso uno straordinario ampliamento urbanistico, in base al secondo piano di espansione dell'Italia unita, che previde il raddoppio della superficie della città, con la costruzione di nuove mura.
Tra le opere militari realizzate, le più importanti furono le seguenti.
- Forti

Furono costruiti cinque forti sulla prima linea di difesa, e altri tre sulla seconda. Quelli della prima linea, di cui rimangono solo alcune strutture, sono: Forte Pezzotti (al Monte dei Corvi), Forte Lucarino (a Montacuto), opera di Montedago, Forte Montagnolo Torre e Forte Montagnolo Chiesa; Forte Pezzotti e Forte Lucarino erano collegati da una strada coperta. Quelli della seconda linea di difesa, tutti ben conservati, sono: Forte Altavilla, Forte Umberto (attuale Forte Garibaldi) e Forte Scrima (si veda la mappa a fianco).
- Batterie

Sul fronte marittimo furono realizzate numerose batterie, tra le quali si segnalano quelle ancora esistenti: Batteria del Semaforo, Batteria di Santa Teresa alta, Batteria di San Giuseppe inferiore, (tutte nel Parco del Cardeto), la Batteria Dorica (in via XXIX Settembre) e la Batteria Savio (tra Posatora e le Torrette).
- Cinta muraria e porte cittadine

Come già accennato, fu ampliata la cinta muraria cinquecentesca, unendo con due nuovi tratti le mura cinquecentesche alle fortificazioni napoleoniche, che erano in posizione avanzata; il primo tratto collegò il Campo trincerato alla Lunetta di Santo Stefano, mentre il secondo tratto collegò la Lunetta a Forte Cardeto; nel primo tratto citato, ancora esistente, si aprì Porta Santo Stefano, nel secondo, di cui rimangono solo dei tratti, Porta Cavour, demolita negli anni venti del Novecento per espandere la città verso il lato orientale del suo promontorio.
- Caserme

In caso di guerra si prevedeva la necessità di alloggiare in città 50 000 soldati. Vennero perciò realizzate nove caserme; una, la Caserma Villarey, fu costruita ex-novo. Le altre furono ottenute trasformando gli edifici di otto conventi cittadini, acquisiti dal demanio militare, a volte con le rispettive chiese: quello di San Francesco ad Alto, di San Francesco alle Scale, di Sant'Agostino, di San Domenico, di Santa Caterina ai Cappuccini, di San Gregorio, di Santa Maria in Curtis, di San Pellegrino.
- Piazza d'armi, polveriera, armeria e strutture di servizio alle truppe

Alle polveriere già esistenti sin dall'epoca napoleonica nel Campo trincerato, si aggiunse la nuova Polveriera Castelfidardo. Inoltre, fu aperta una vasta piazza d'Armi nella zona di Piano San Lazzaro, fu costruito un grande panificio militare, che occupava tutta l'area dell'attuale piazza Pertini, e furono realizzate, nel sottosuolo di Piazza Stamira, delle vaste cisterne alimentate dall'antico acquedotto di Santa Margherita, tuttora esistenti e visitabili. Fu infine realizzata un'armeria per 25 000 fucili all'interno della Cittadella.
Il volto della città si rinnovò completamente, e non soltanto dal punto vista militare: anche per quanto riguarda la vita civile, la città venne adeguata a tutti i criteri di modernità dell'epoca sotto numerosi aspetti, dettagliati di seguito.
- Urbanistica

Con l'ampliamento della cinta muraria, l'area urbana venne raddoppiata e costruiti due nuovi rioni, su modello a scacchiera torinese: il Rione Santo Stefano e il Rione Cardeto. Venne aperto un corso centrale (Corso Vittorio Emanuele, poi Corso Garibaldi), realizzati giardini pubblici (1862 - Piazza Stamira), piazze alberate (1862 - Piazza Roma e 1868 - Piazza Cavour) e parchi pubblici (1870 - il Pincio).
- Servizi pubblici

Venne inaugurato il nuovo acquedotto del fiume Esino, con il grande serbatoio fuori Porta Capodimonte (1882). Inoltre, furono realizzati il servizio di illuminazione a gas e il gasometro per il gas illuminante (1861), servizio convertito ad elettrico nel 1892, la rete tranviaria, prima con tram a cavalli (1881) e poi con quelli elettrici (1909). Furono edificati il Palazzo di Giustizia (1883, tuttora conservante la sua funzione), il Palazzo della Provincia (1866 - ora rettorato universitario, in piazza Roma) e il primo stabilimento balneare (1882 - i bagni Marotti, all’esterno del molo Sud, progettati dall'architetto Nicola Matas). Fu inoltre inaugurato il Cimitero di Tavernelle (1865), il primo della città destinato a tutte le confessioni religiose.
- Sanità

La rete ospedaliera cittadina ha origine in questi anni, in cui furono edificati l'Ospedale Civile Umberto I nell'attuale piazza Cappelli (1906), l'Ospedale Psichiatrico (1898-1901) al rione del Piano e l'Ospedale dei bambini, la cui prima sede era sul Colle Guasco (1900-1911 - attuale Ospedale Salesi).
- Istruzione

Prima dell’unità ad Ancona c'erano solamente tre scuole elementari, un ginnasio e un liceo classico. Nel giro di pochissimi anni furono aperti quattro asili infantili, altre otto scuole elementari, l'istituto tecnico (1860), l'istituto magistrale (1860) e l'istituto nautico (1889). Inoltre venne trasferito in una più ampia sede il liceo classico, nei pressi della fontana delle Tredici Cannelle; nel 1867 il liceo venne intitolato al patriota e storico anconetano Carlo Rinaldini (1824-1866), scomparso l'anno precedente tra il compianto generale dei suoi concittadini.
- Spettacoli

Vennero edificati il teatro Vittorio Emanuele (1861, poi Metropolitan), il teatro Goldoni (1864 circa) e nel 1896, lo stesso anno dell'introduzione del cinema in Italia, ci fu la prima proiezione cinematografica cittadina, al Caffè Centrale, l'11 ottobre.
- Ferrovie

Nell'epoca in cui l'Italia stava realizzando la propria rete ferroviaria, Ancona ne divenne subito un nodo importante, con le linee Ancona-Bologna (1861), Ancona-Lecce (1863-1872) e Ancona-Roma (1861-1866); venne così costruita la stazione ferroviaria centrale (1861).
- Musei

Il periodo post-unitario, inoltre, fu l'epoca in cui si formò il sistema museale anconitano: nascono il museo archeologico (1863), il museo di storia naturale (1864, ora intitolato a Luigi Paolucci) e la pinacoteca (1884). Il museo del Duomo era stato già inaugurato in epoca pontificia, nel 1834.
- Porto

Furono allungati il molo Nord, per 250 metri (1862), e il Molo Sud per 100 metri (1888), edificati i magazzini generali del porto (1866 - ancora ne rimangono due: uno nei pressi della Loggia e l’altro a fianco della Capitaneria); furono realizzate la rete ferroviaria portuale (1866), la prima lanterna rossa e la prima verde (1860 – 1870).
La città diminuì la sua importanza militare con l'annessione di Venezia all'Italia, in seguito alla Terza guerra di indipendenza, e con la presa di Roma, dopo la Breccia di Porta Pia. Nel 1899 Ancona venne infatti radiata dal novero delle piazzeforti di prima classe, ma nel frattempo era diventata una città moderna, sotto tutti i punti di vista.
Al momento dell'annessione il territorio comunale era di 107,47 km². Successivamente, i comuni autonomi di Paterno e Montesicuro furono aggregati ad Ancona e ne divennero frazioni, mentre il territorio del Cassero passò a Camerata Picena.
L'8 luglio 1865 scoppiò in città un'epidemia di colera portata dagli esuli di Alessandria d'Egitto, e durò fino a settembre causando 1500 morti. Il morbo si ripresentò due anni più tardi, ma questa volta la città era preparata e causò solo 35 vittime in tutto il comune (cinque in città).
Nell'ambito della Terza guerra d'indipendenza italiana, il 16 luglio 1866 dal porto di Ancona partì il generale Persano al comando delle navi italiane verso la battaglia di Lissa. Partecipò anche la pirofregata corazzata Ancona; la nave era stata commissionata dal neonato comune per essere offerta al re Vittorio Emanuele II.

## Il Novecento

### La Settimana Rossa

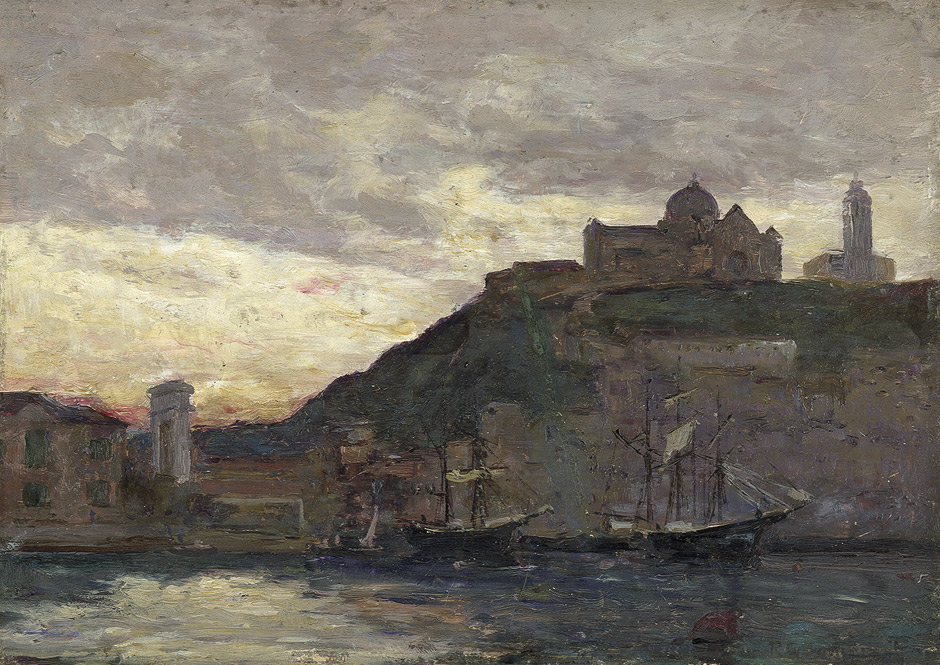
Veduta di Ancona (1902), del pittore inglese Richard Gay

Nei primi anni di questo secolo Ancona fu protagonista dei moti insurrezionali-anarchici, che portarono, nel 1914, alla Settimana rossa, insurrezione popolare antimilitarista sviluppatasi ad Ancona e propagatasi poi a tutte le Marche, alla Romagna, alla Toscana e ad altre parti d'Italia, e portò alla proclamazione dello sciopero generale in tutta Italia. Interessò i giorni tra il 7 e il 14 giugno 1914, ed ebbe come causa scatenante la reazione all'eccidio di tre manifestanti antimilitaristi avvenuto ad Ancona a opera della forza pubblica. La Settimana rossa è inquadrabile nel clima di accesissimo dibattito tra interventisti e neutralisti, che precedette l'ingresso italiano nella Prima guerra mondiale.

### La Prima guerra mondiale
Il 24 maggio 1915, giorno in cui l'Italia entrò nella Prima guerra mondiale, la marina austriaca tempestivamente bombardò la città, quando ancora la popolazione non era pronta a ricevere i colpi della guerra, e tornò a bombardarla di nuovo nei giorni successivi; persero la vita 63 persone, e 150 rimasero ferite. Venne distrutto in parte il cantiere navale e danneggiato il Duomo Inoltre, la popolazione cittadina dovette subire anche una serie di terremoti che iniziarono il 21 ottobre 1916 e proseguirono per un paio di mesi. La difesa del cielo della città era affidata alla 102ª Squadriglia di Osimo del Corpo Aeronautico del Regio Esercito e alla 264ª Squadriglia idrovolanti della Marina.
Il porto anconetano divenne, dal 12 febbraio al 27 ottobre 1918, la base di una squadriglia di MAS, guidata dal capitano di corvetta Luigi Rizzo. Tra le loro operazioni si ricordano la beffa di Buccari e l'impresa di Premuda.
Durante il conflitto si distinsero le gesta di Carlo Grassi e Giuseppe Maganuco durante la fallita incursione austriaca ad Ancona, e di Emilio Bianchi, medaglia d'oro al valor militare.

### La rivolta dei Bersaglieri
Nel dopoguerra i disagi sociali portarono alla cosiddetta Rivolta dei Bersaglieri (26 giugno 1920), una vera e propria sommossa popolare, partita dalla Caserma Villarey dove i bersaglieri non volevano partire alla volta dell'Albania. Il governo aveva infatti deciso l'occupazione militare di questa nazione. La ribellione si diffuse in tutti i rioni popolari della città, e poi anche in altre città delle Marche, della Romagna e dell'Umbria. Il governo represse militarmente la rivolta, ma poi rinunciò all'occupazione dell'Albania. Per questi fatti e per la Settimana rossa del 1914 Ancona si guadagnò la fama di città calda. Erano presenti in effetti in città folti gruppi di anarchici e di repubblicani, ed Errico Malatesta era qui di casa.
Chi osserva dall'interno l'anconetana Porta Pia, noterà alla sua base dei conci di pietra chiara che differiscono notevolmente dal colore grigiastro del restante paramento. Quelle pietre anomale sono infatti nuovi conci sostituiti da altri originali gravemente danneggiati dai colpi di mortaio sparati da Capodimonte verso Porta Pia dove si era asserragliato un bersagliere nella rivolta sopra descritta.

### Il periodo fascista
Nel 1922, quasi come prova generale della Marcia su Roma, le Camicie Nere provenienti dal centro Italia occuparono la città.

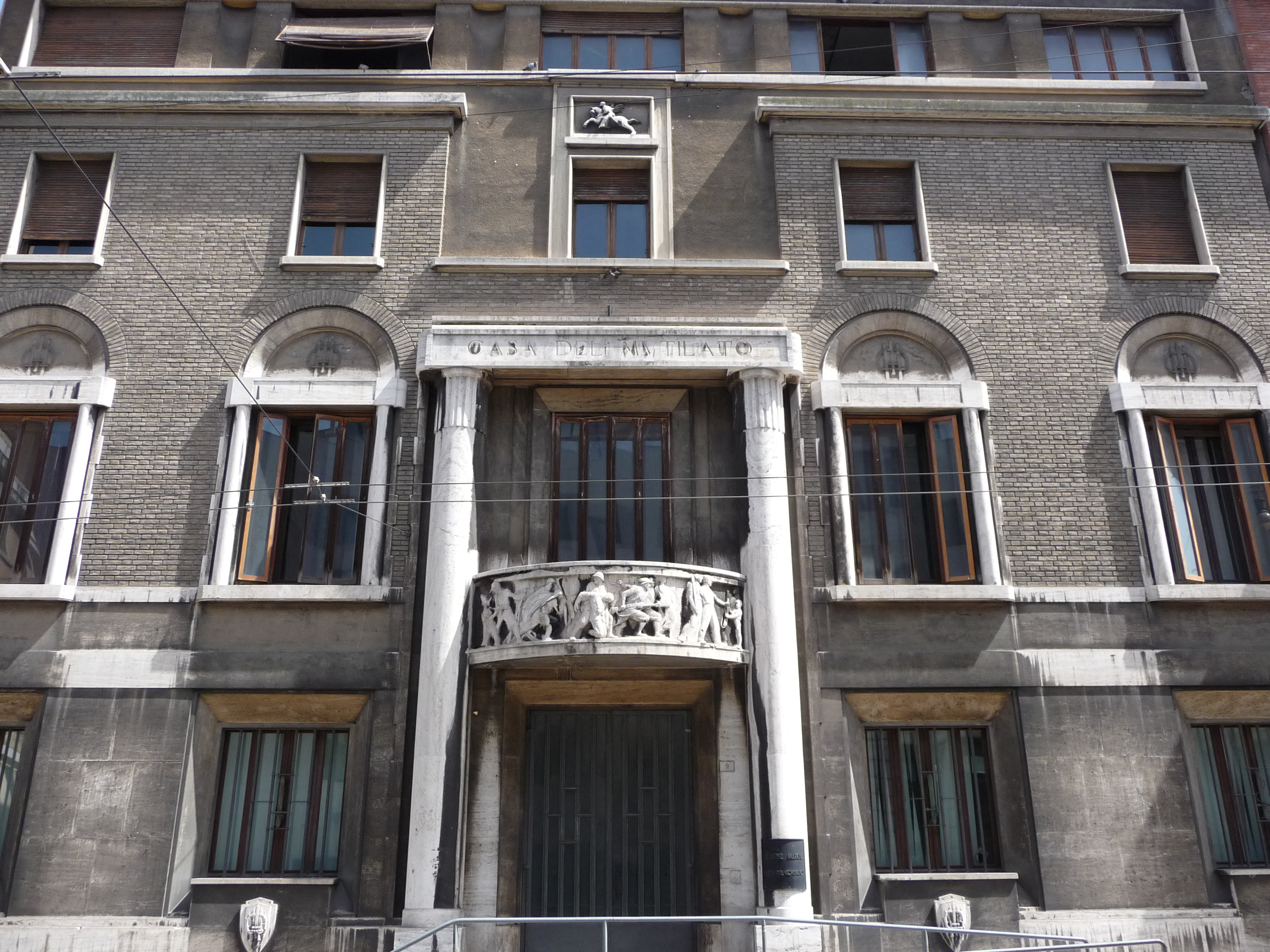
La Casa del Mutilato, di Eusebio Petetti.

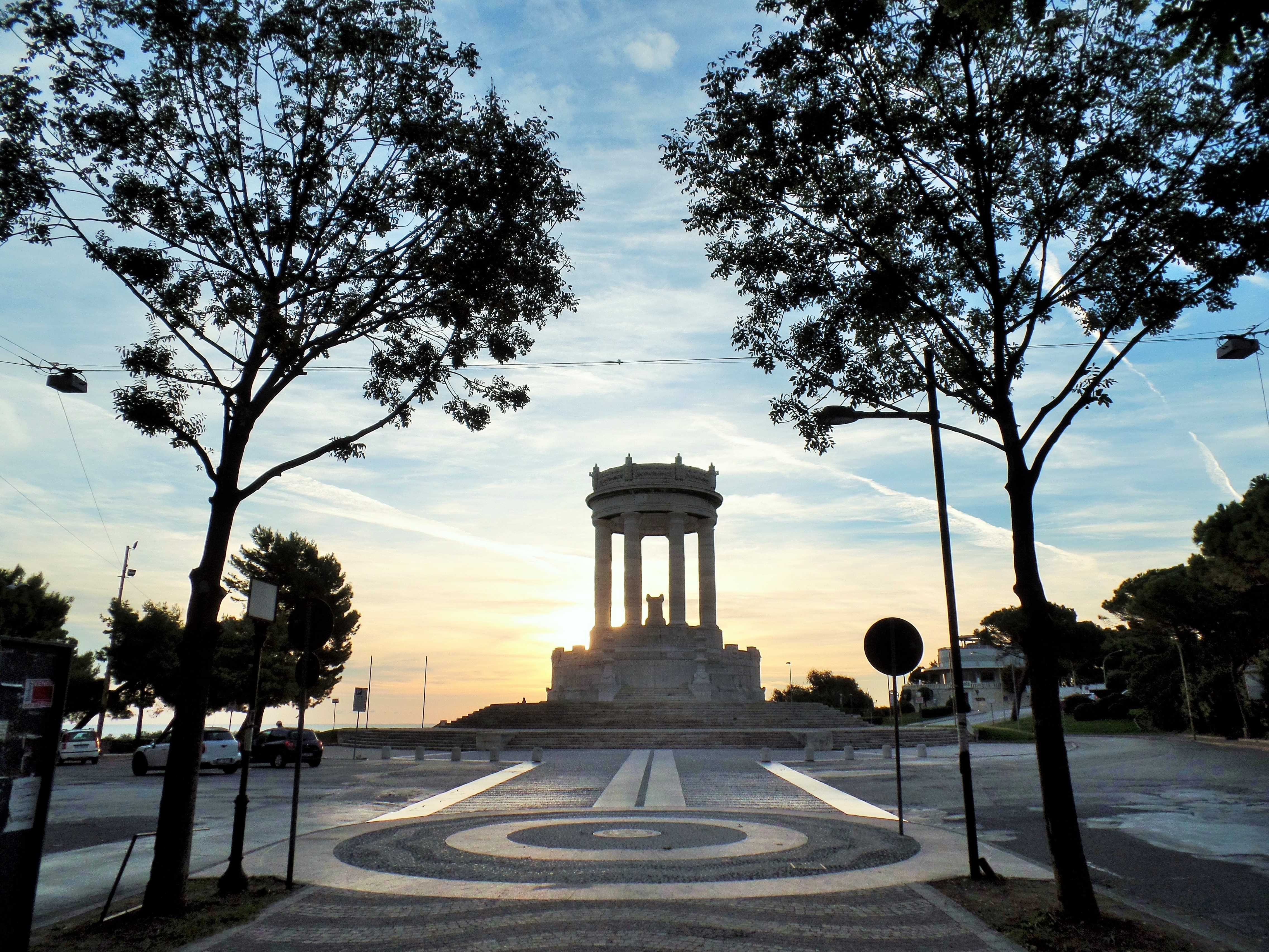
Il Monumento ai caduti, di Guido Cirilli, all'alba.

Durante il ventennio fascista la città di Ancona ebbe un notevole sviluppo urbanistico, e si completò l'asse stradale da mare (porto) a mare (rupi del Passetto) realizzando il Viale della Vittoria e completando Corso Stamira. Vennero realizzati lungo questo itinerario (da ovest a est): il palazzo della Banca d'Italia, di Guido Cirilli, la Casa del Mutilato di Eusebio Petetti, il Palazzo delle Poste di Guido Cirilli, il Palazzo del Littorio (ora Palazzo del Popolo) di Amos Luchetti Gentiloni, e, al termine del Viale della Vittoria, a picco sul mare, sorse il Monumento ai caduti della Prima guerra mondiale, anch'esso opera di Guido Cirilli. Una scalinata (progettata dal Cirilli e completata nei primi anni cinquanta) unì la città al mare sottostante: quello del Passetto.
Altre opere furono progettate dall'ingegner Federico Federiconi che fu per decenni capo dell'ufficio tecnico municipale; in tale veste progettò numerosi edifici ed aree pubbliche che ancor oggi caratterizzano la città dorica, tra cui il Mercato delle Erbe (1926) e numerose scuole cittadine, in un periodo in cui era molto sentita l'esigenza di potenziare l'istruzione pubblica. 
Un forte terremoto scosse Ancona il 30 ottobre 1930, provocò 4 morti e causò gravi danni alla città, offrendo al regime occasione per mostrare la propria efficienza. Subito dopo la pronta riparazione dei danni del terremoto, fu completato Corso Stamira e inaugurata, nel 1933, la Iª Fiera Adriatica della Pesca (che nel 1954 diventò Fiera Internazionale della Pesca), in un quartiere fieristico realizzato appositamente.
Nel 1928 vennero aggregati ad Ancona i comuni di Paterno, Montesicuro e Falconara.
Nel 1932 fu inaugurato l'Aeroporto di Ancona-Falconara.

### La Seconda guerra mondiale

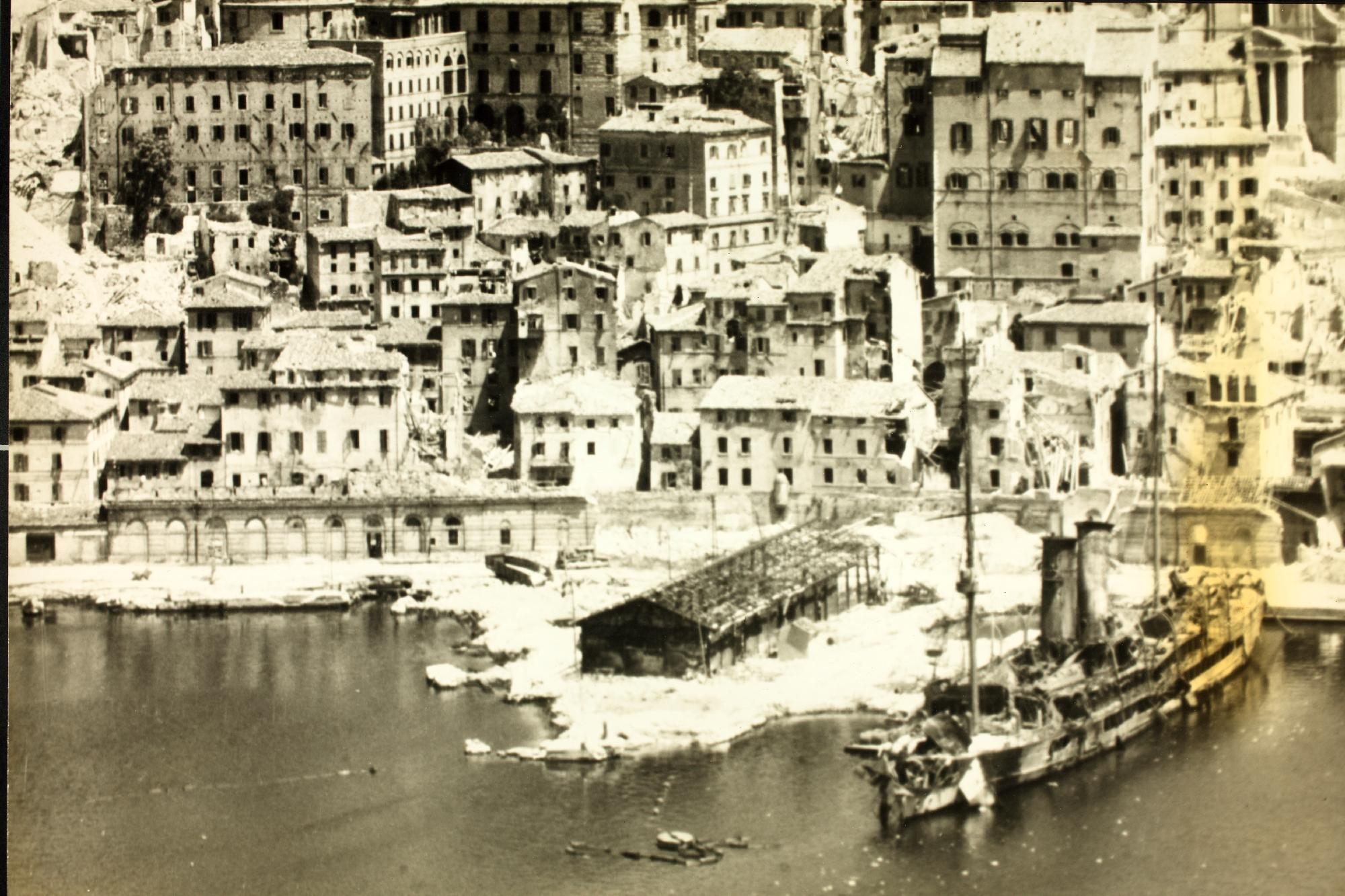
Bombardamenti di Ancona del 1943.

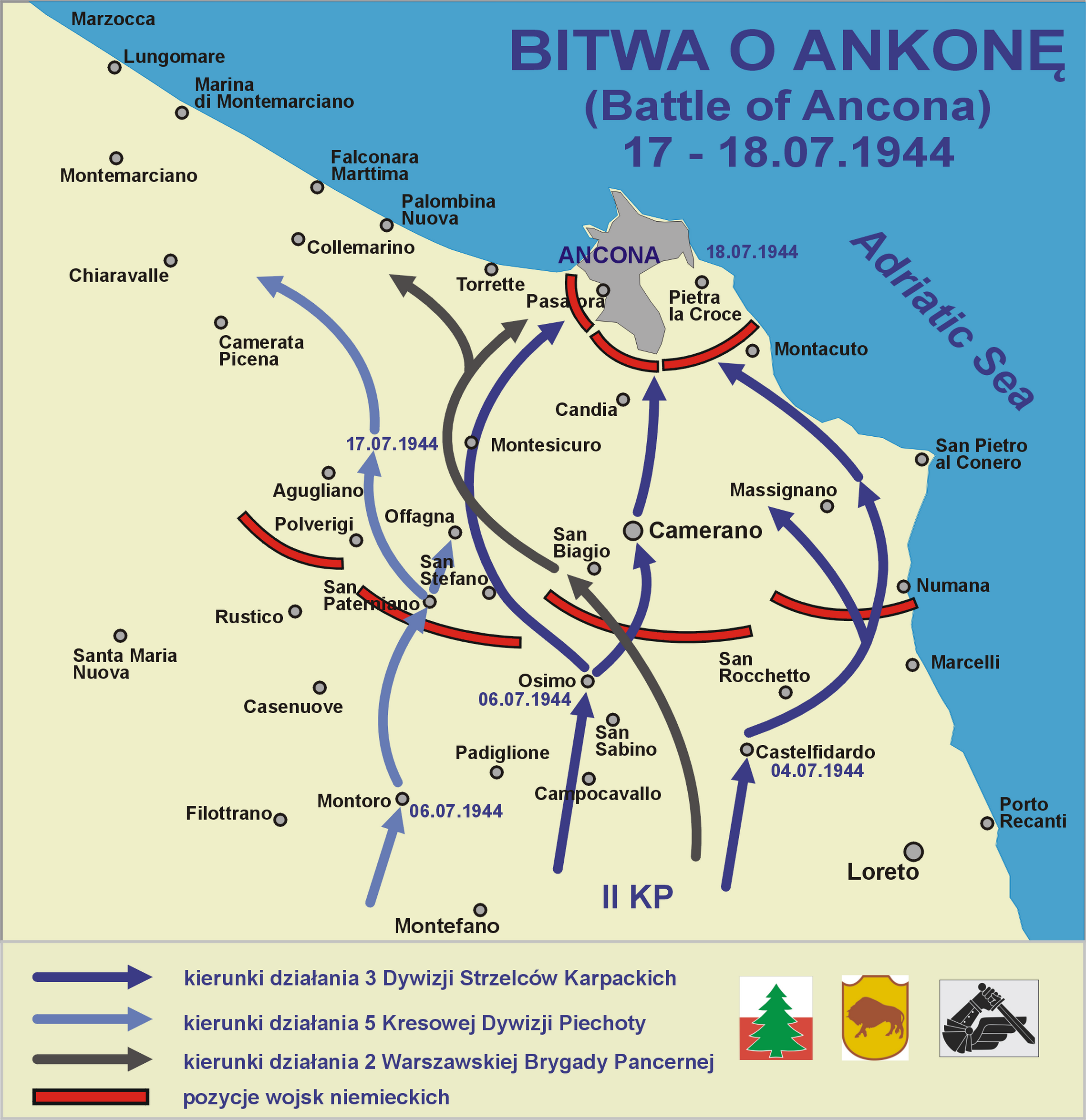
Schema degli spostamenti di truppe della Battaglia di Ancona

Negli ultimi anni della Seconda guerra mondiale, dopo la caduta di Mussolini Ancona fu occupata, il 15 settembre 1943 dai tedeschi senza che alcuno potesse porre resistenza. La città subì numerosissimi bombardamenti (184 tra aerei e navali da ottobre 1943 a luglio 1944) da parte delle forze alleate, che dovevano preparare il passaggio del fronte. Infatti la presenza del porto, dei Cantieri Navali e dell'importante nodo ferroviario facevano di Ancona un obiettivo strategico di primaria importanza. Il 16 ottobre 1943 un terribile bombardamento colpì la città provocando 165 morti e 300 feriti; ma è solo il primo di molti altri, ancora più spaventosi. Il successivo bombardamento del 1º novembre 1943 fu uno dei più tragici eventi della storia della città. In particolare, circa 600-700 persone morirono nel rifugio sotto il colle dei Cappuccini. Dopo questa dolorosa giornata la città rimase disabitata; nel 1944 erano rimaste in città solo 4.000 persone: quasi tutti erano sfollati nelle campagne o nei paesi vicini. Finalmente il 18 luglio 1944, seguito alla Battaglia di Ancona il generale Władysław Anders a capo del Secondo Corpo dell'esercito polacco entrò ad Ancona e la liberò dai tedeschi; circa un anno dopo, il 4 agosto 1945, l'amministrazione fu passata all'Italia. Nei mesi immediatamente successivi alla fine della guerra in città arrivarono migliaia di profughi dalmati e istriani, molti dei quali poi si stabilirono in città. La giunta comunale fece una stima dei danni provocati dalla guerra che si può riassumere in: 2782 persone decedute, oltre 2000 ferite, 2783 abitazioni demolite e 6381 gravemente danneggiate, 67% del totale degli edifici distrutti, tra cui le chiese di Sant'Anna, San Pietro, San Primiano e della Misericorda, per un totale di sei miliardi di danni. Per molti anni si ebbe una grave mancanza di alloggi per le famiglie, che si dovettero adattare a vivere più d'una nella stessa casa, a volte piccola, creando quindi problemi sanitari oltre che morali e sociali. La ricostruzione fu ampiamente aiutata dal piano Marshall e dal notevole lavoro delle prime amministrazioni locali e nazionali del dopoguerra; in circa 14 anni la situazione era ritornata alla normalità. A seguito degli ingenti danni bellici subiti e dei numerosissimi lutti, il 9 ottobre 1960, alla città di Ancona venne conferita la medaglia d'oro al valore civile.
Il 1º luglio 1948 le frazioni di Falconara e del Cassero furono staccate dal territorio comunale, che fu così ridotto a 141,3 km². La prima fu costituita comune di Falconara Marittima, la seconda venne annessa a Camerata Picena.

### Dopo la Seconda guerra mondiale
Un importante evento per la città, nei primi decenni del dopoguerra, fu la fondazione dell'università, con l'apertura della facoltà di Economia nel 1959, allora dipendente dall'Università di Urbino; tra i fondatori troviamo anche il noto economista anconetano Giorgio Fuà. Nel corso degli anni si aggiunsero le facoltà di Ingegneria, Medicina, Agraria e Scienze. L'università di Ancona nel 2003 cambiò la denominazione in Università Politecnica delle Marche. Sempre ad Ancona, Giorgio Fuà fondò nel 1967 l'Istituto superiore di studi economici "Adriano Olivetti" (ISTAO) che si occupa della formazione professionale avanzata dei quadri nella gestione economica delle aziende.
Motivo di orgoglio fu la presenza in città di S.M. la regina Elisabetta II del Regno Unito il 5 maggio 1961, quando dal porto partì per Venezia.
Domenica 9 gennaio 1955 alle 21 circa, quattro bombe a mano lanciate fra il pubblico all'interno del cinema Metropolitan provocarono 2 morti e 36 feriti. Il presunto attentatore si suicidò pochi giorni dopo.
Nel giro di venticinque anni tre gravi calamità naturali hanno segnato Ancona.
La sera del 5 settembre 1959 un'alluvione provocò una decina di morti e danneggiò soprattutto i rioni del Piano San Lazzaro, di Valle Miano e la stazione centrale ferroviaria, ma in generale tutta la parte bassa della città. Per scongiurare il ripetersi di una simile calamità è stato scavato sotto la città un grande collettore che in caso di forti piogge convoglia l'acqua direttamente in mare; lo sbocco, protetto da due moli, è visibile sotto le rupi del Monte Cardeto.

Gli effetti della frana del 1982

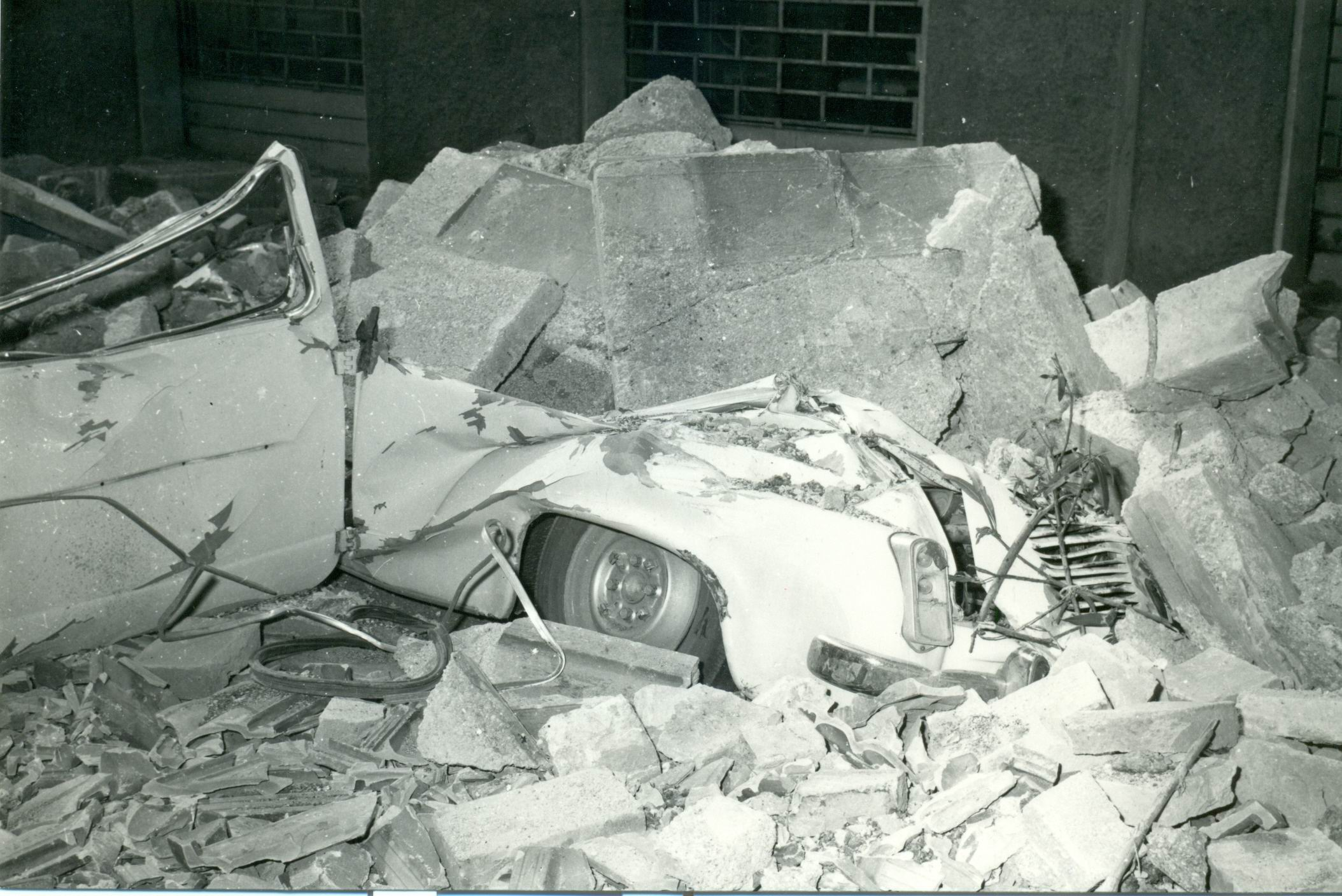
Gli effetti del terremoto del 1972

Il 25 gennaio 1972, alle ore 21 circa, un terremoto del 7º grado della scala Mercalli colpì la città. Iniziarono una lunga serie di scosse telluriche che durarono fino al novembre successivo, anche più intense rispetto a quella iniziale: alle 20.55 del 14 giugno, per 15 secondi un terremoto del 10º grado della scala Mercalli (magnitudo 5.9 della scala Richter) scosse Ancona. La lunga durata, oltre che l'intensità, di questa serie sismica fu disastrosa per Ancona. Tutti gli edifici, abitazioni, aziende, uffici pubblici, furono lesionati in modo più o meno grave. Per mesi le persone dovettero vivere in improvvisate tendopoli (e persino nei vagoni ferroviari e sulla nave Tiziano), la maggior parte delle attività economiche si fermarono costringendo l'autorità civile a provvedere con sussidi economici alle famiglie, i servizi pubblici si ridussero al minimo, i rioni storici rimasero per anni deserti. Fortunatamente non ci furono vittime dirette del sisma, anche se si devono registrare decessi causati dai disagi e dallo spavento. Seguì il restauro degli edifici e un impegnativo risanamento del centro storico con criteri antisismici.
Il 13 dicembre 1982 si verificò una frana che rese inagibili i quartieri di Posatora e della Palombella, e che fece scomparire il rione del Borghetto lungo la via Flaminia. In poche ore migliaia di cittadini si trovarono senza casa. A questo evento seguì una pronta reazione da parte della cittadinanza, per rimarginare le ferite inferte dalla natura, ma soprattutto causate dalla imprevidenza delle amministrazioni dell'epoca, che su terreni tradizionalmente considerati instabili avevano consentito l'espansione edilizia e localizzato due ospedali, un grande pensionato per anziani, il distaccamento della Polizia Stradale e la sede della facoltà di Medicina. Ora a Posatora, nell'area degli edifici demoliti si estendono il parco Belvedere e il parco Eraclio Fiorani.
Tra gli eventi degli ultimi due decenni del XX secolo si ricordano:
- la nascita di tre nuovi grandi quartieri: Brecce Bianche (inizialmente detto "Q1"), Ponterosso (già detto "Q2") e Montedago (già detto "Q3");
- l'istituzione nel 1987 del Parco regionale del Conero, che valorizzò e mise sotto tutela anche aree naturali urbane: tutta la costa alta dal Passetto al rione di Pietralacroce, con le spiagge e gli "stradelli" che conducono al mare. Fuori dalla città il Parco protegge il resto della costa alta anconitana, i boschi e le campagne del Monte Conero;
- l'acquisizione da parte del Comune del Lazzaretto vanvitelliano (nel 1997), per destinarlo a centro culturale e a sede di mostre d'arte e riscattarlo così da decenni di usi degradanti.
- il festeggiamento del millenario della cattedrale di San Ciriaco (nel 1999), occasione della seconda visita nella città di papa Giovanni Paolo II, dopo quella del 1979.

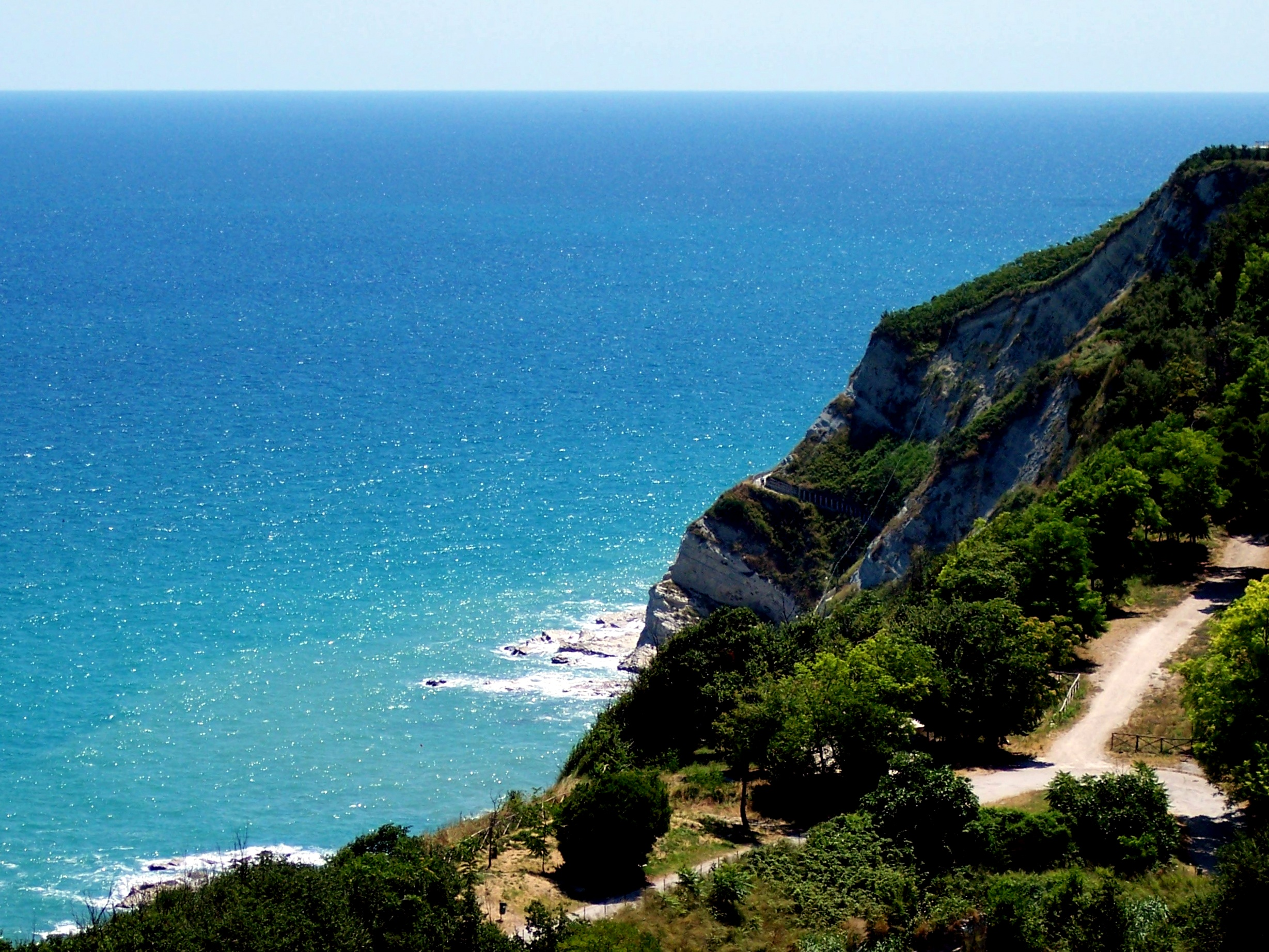
Scorcio del Parco del Cardeto, inaugurato nel 2001.

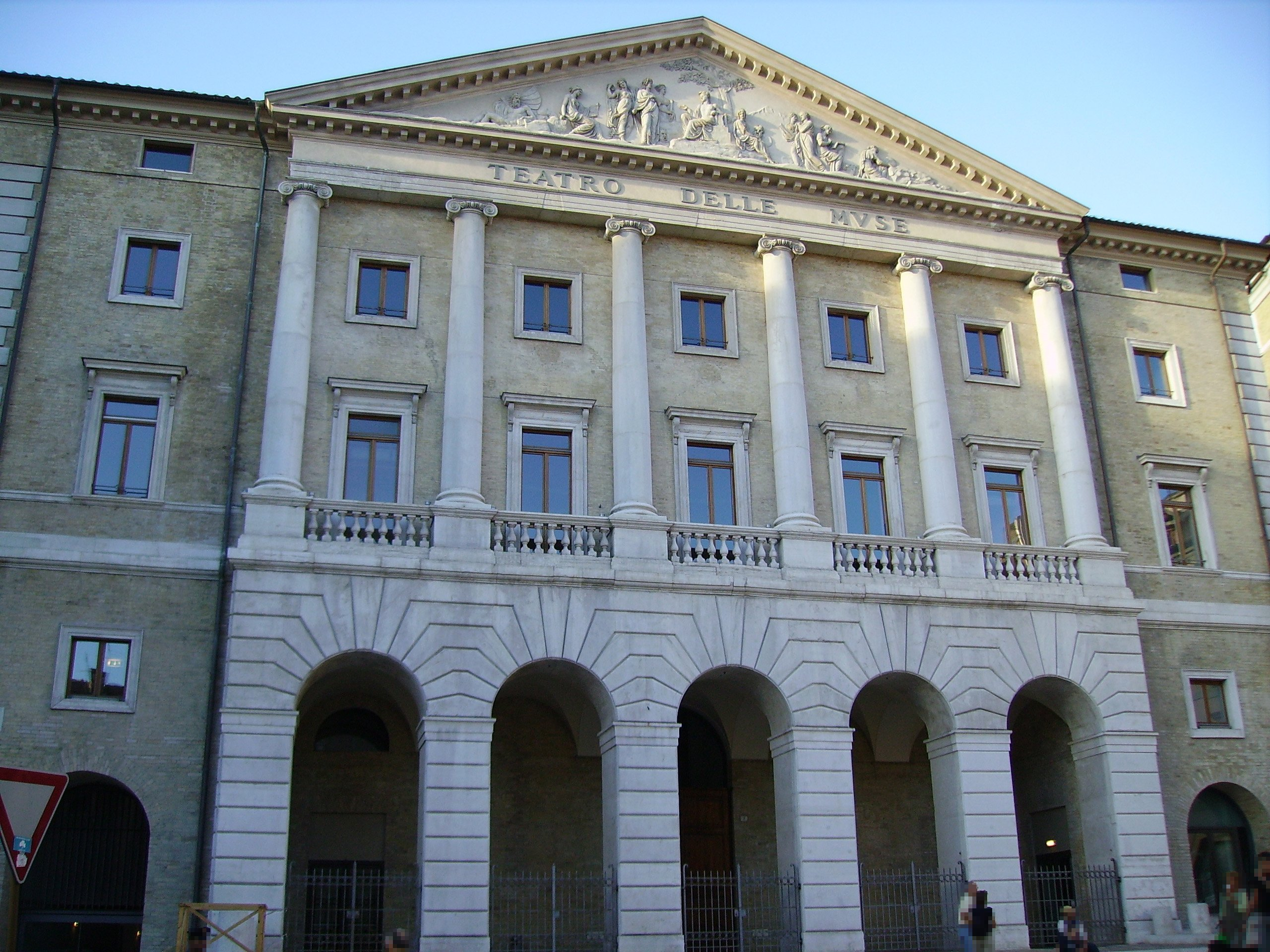
Il Teatro delle Muse, riaperto nel 2002 dopo oltre 50 anni di chiusura.

## Nel XXI secolo

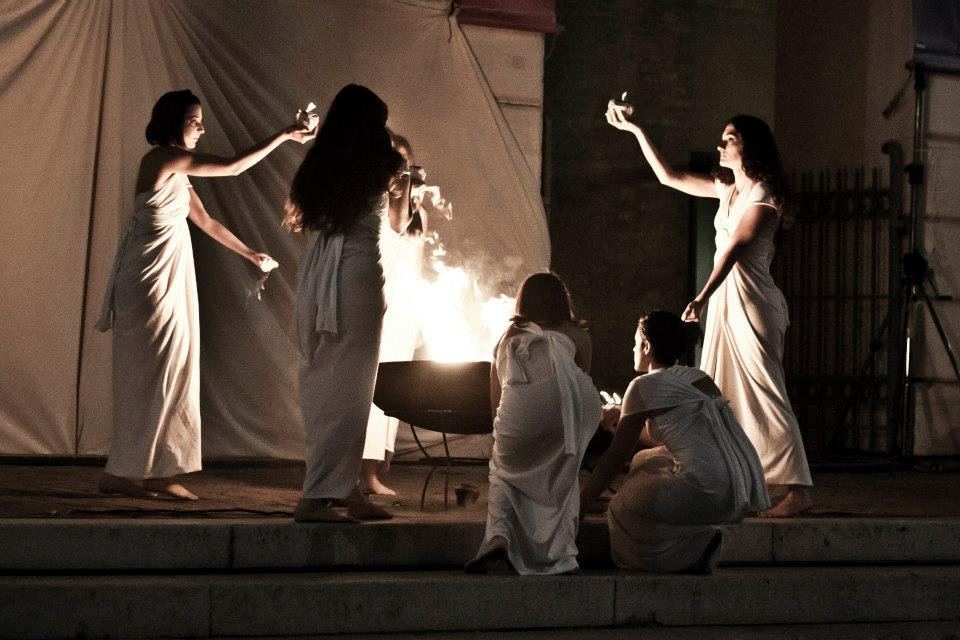
Celebrazione dei 2400 anni dalla fondazione greca della città, nel 2013: rievocazione dell'accensione del fuoco sacro.

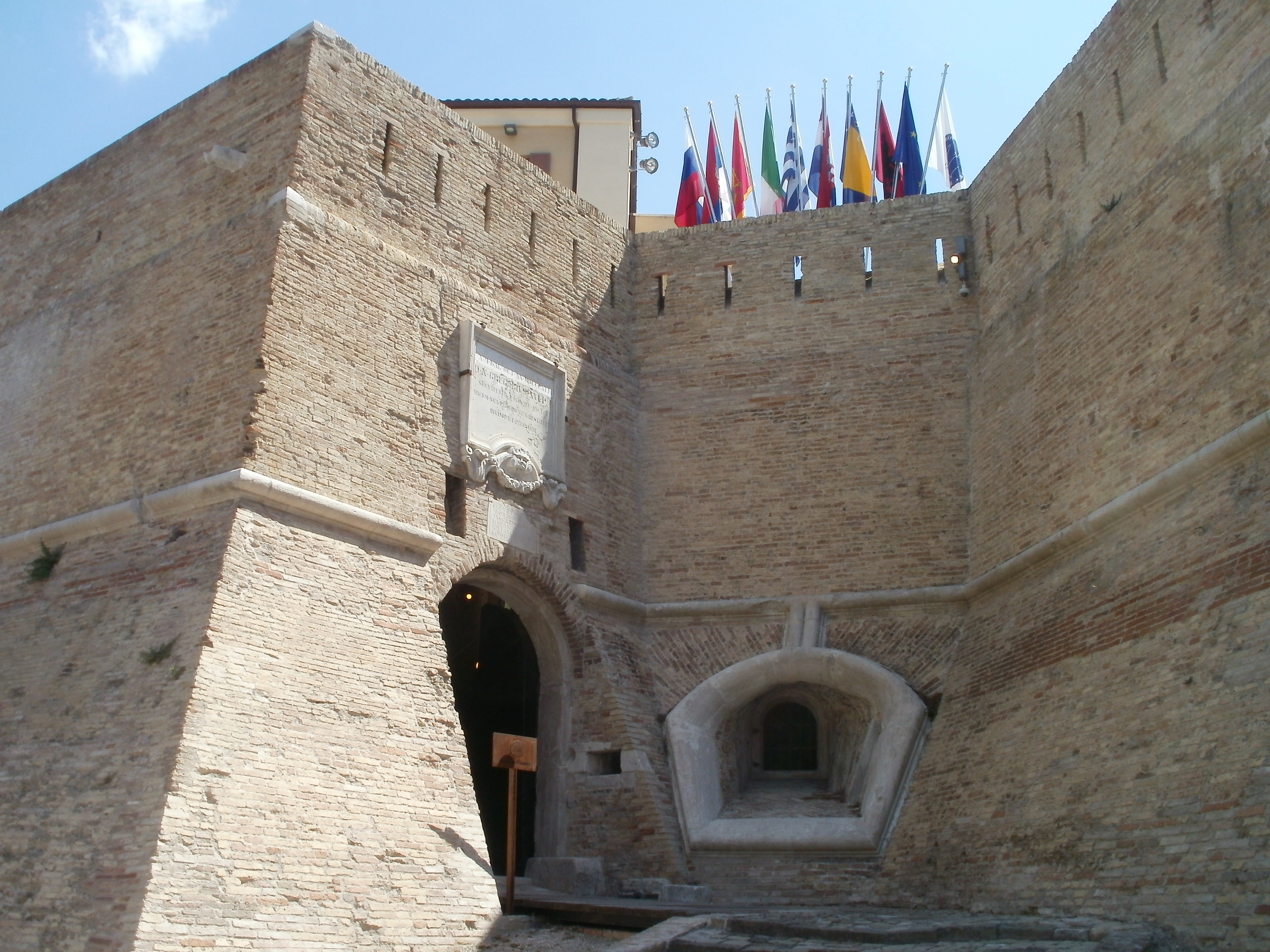
Le bandiere degli stati membri dell'Iniziativa Adriatico-Ionica, che dal 2008 ha sede alla Cittadella di Ancona

Nel 2001 si è inaugurato il grande Parco del Cardeto, che offre ai cittadini la possibilità di passeggiare lungo le rupi della costa alta, immersi in 35 ettari di vegetazione lussureggiante costellata di antiche testimonianze storiche. Il parco segna la riconquista da parte dei cittadini del lato orientale del promontorio cittadino, militarizzato nel 1860.
Il 13 ottobre 2002 è stato riaperto il Teatro delle Muse, dopo decenni di attesa da parte della cittadinanza, che in ripetute occasioni aveva manifestato la volontà di riaprire il proprio massimo teatro, chiuso da quando i bombardamenti della Seconda guerra mondiale ne avevano colpito il tetto. Il maestro Riccardo Muti ha diretto il concerto inaugurale; la riapertura delle Muse assume subito il significato di rinascita culturale della città.
Nel 2005 si è aperto anche il Parco Belvedere, 15 ettari di verde nella zona periferica e panoramica di Posatora, che testimonia il felice superamento dell'emergenza della frana del 1982.
Nel 2007 viene definitivamente chiuso al traffico il centralissimo corso Garibaldi; si viene così a creare un'ampia zona pedonale nel centro della città; nel 2009 nella stessa arteria viene inaugurata la nuova pavimentazione in pietra.
Nel 2008 si insedia nella Cittadella la prestigiosa sede del Segretariato permanente dell'Iniziativa Adriatico Ionica, importante struttura ministeriale di coordinamento tra Italia, Albania, Bosnia-Erzegovina, Croazia, Grecia, Macedonia del Nord, Montenegro, San Marino, Serbia e Slovenia; l'Iniziativa nasce in seguito alla "Dichiarazione di Ancona", del 20 maggio 2000, al termine della "Conferenza sullo sviluppo e la sicurezza nel mare Adriatico e nello Ionio" da parte dei ministri degli esteri dei sei paesi fondatori.
Dal 3 all'11 settembre 2011 si è tenuto ad Ancona il XXV Congresso eucaristico nazionale, con la visita del pontefice Benedetto XVI alla città.
Nel 2013 Ancona ha celebrato i suoi 2400 anni di storia, contati a partire dalla fondazione greca.